# Segunda División B de España 2018-19
La temporada 2018-19 de la Segunda División B de España de fútbol corresponde a la 42ª edición del campeonato y se disputó entre el 25 de agosto de 2018 y el 19 de mayo de 2019 en su fase regular. Posteriormente, a partir del 25 de mayo de 2019 se disputó la promoción de ascenso, que finalizó el 30 de junio de 2019, y la promoción de permanencia, que finalizó el 2 de junio de 2019.

## Sistema de competición
Participan ochenta clubes de toda la geografía española, encuadrados en cuatro grupos de veinte equipos según proximidad geográfica. Se enfrentan en cada grupo todos contra todos en dos ocasiones -una en campo propio y otra en campo contrario- durante un total de 38 jornadas. El orden de los encuentros se decide por sorteo antes de empezar la competición. La Federación Española de Fútbol es la responsable de designar las fechas de los partidos y los árbitros de cada encuentro, reservando al equipo local la potestad de fijar el horario exacto de cada encuentro.
El ganador de un partido obtiene tres puntos, el perdedor cero puntos, y en caso de empate hay un punto para cada equipo. Al término del campeonato, los cuatro equipos que acumulan más puntos en cada grupo juegan la promoción de ascenso. Esta promoción tiene formato de eliminación directa a doble partido: los primeros clasificados se enfrentan entre sí en emparejamientos que se determinan por sorteo y los dos vencedores ascienden a Segunda División, y además, juegan otra eliminatoria para decidir el campeón de Segunda División B. Los perdedores se unen al resto de eliminatorias que disputan segundos contra cuartos, y los terceros entre sí. Tras disputarse tres rondas eliminatorias los dos equipos vencedores ascienden igualmente a Segunda División.
Los cuatro últimos equipos clasificados de cada grupo descienden directamente a Tercera División. Además, los decimosextos clasificados juegan la promoción por la permanencia que se disputa por eliminación directa a doble partido y los emparejamientos se determinan por sorteo. Los dos equipos derrotados pierden la categoría junto con los dieciséis descendidos directos.

## Equipos
Un total de 80 equipos disputan la liga, divididos en cuatro grupos de 20 equipos cada uno. El total de los equipos incluye 58 equipos de la Segunda División B de España 2017-18, cuatro descendidos de la Segunda División de España 2017-18 y dieciocho ascendidos de la Tercera División de España 2017-18. Debido a una sanción administrativa, el Lorca Fútbol Club fue descendido de Segunda a Tercera División, ocupando su plaza en Segunda B la Unión Deportiva Ibiza, proveniente de tercera división.
La composición de los cuatro grupos de Segunda División B fue elegida por la Comisión de Clubes de Segunda B de entre las propuestas recibidas por parte de las distintas federaciones territoriales y confirmada en la Asamblea General de la Real Federación Española de Fútbol del 24 de julio de 2018.
- Grupo I: Equipos de Galicia (5), Comunidad de Madrid (7), parte de Castilla y León (7) e Islas Canarias (1).
- Grupo II: Equipos de Asturias (3), Cantabria (2), País Vasco (10), parte de Castilla y León (1), Navarra (2) y La Rioja (2).
- Grupo III: Equipos de Cataluña (8), Comunidad Valenciana (7), parte de Islas Baleares (1), Aragón (3) y parte de Castilla-La Mancha (1).
- Grupo IV: Equipos de Andalucía (10), Ciudad Autónoma de Melilla (1), parte de Islas Baleares (1), Región de Murcia (4), Extremadura (3) y parte de Castilla-La Mancha (1).

| Descendidos de 2.ª División | Descendidos de 2.ª División | Descendidos de 2.ª División | Descendidos de 2.ª División |
| Pos.                        | Equipo                      | Pos.                        | Equipo                      |
| --------------------------- | --------------------------- | --------------------------- | --------------------------- |
| 19.º                        | Cultural Leonesa            | 21.º                        | Lorca F.C. (3ª División)    |
| 20.º                        | F.C. Barcelona "B"          | 22.º                        | Sevilla Atlético            |

| Ascendidos a 2.ª División | Ascendidos a 2.ª División          | Ascendidos a 2.ª División | Ascendidos a 2.ª División |
| Pos.                      | Equipo                             | Pos.                      | Equipo                    |
| ------------------------- | ---------------------------------- | ------------------------- | ------------------------- |
| 1.º (III)                 | R.C.D. Mallorca (Campeón)          | 3.º (III)                 | Elche C.F.                |
| 1.º (I)                   | C.F. Rayo Majadahonda (Subcampeón) | 4.º (IV)                  | Extremadura U.D.          |

| Descendidos a 3.ª División | Descendidos a 3.ª División | Descendidos a 3.ª División | Descendidos a 3.ª División |
| Pos.                       | Equipo                     | Pos.                       | Equipo                     |
| -------------------------- | -------------------------- | -------------------------- | -------------------------- |
| 16º. (III)                 | U.E. Llagostera            | 19.º (I)                   | Gimnástica Segoviana C.F.  |
| 16º. (IV)                  | A.D. Mérida                | 19.º (II)                  | C.A. Osasuna "B"           |
| 17.º (I)                   | C.D. Toledo                | 19.º (III)                 | S.C.R. Peña Deportiva      |
| 17.º (II)                  | Peña Sport F.C.            | 19.º (IV)                  | Betis Deportivo            |
| 17.º (III)                 | S.D. Formentera            | 20.º (I)                   | C.C.D. Cerceda             |
| 17.º (IV)                  | Écija Balompié             | 20.º (II)                  | Caudal Deportivo           |
| 18.º (I)                   | Racing de Ferrol           | 20.º (III)                 | Deportivo Aragón           |
| 18.º (II)                  | C.D. Lealtad               | 20.º (IV)                  | C.F. Lorca Deportiva       |
| 18.º (III)                 | Atlético Saguntino         | 2º Div.                    | Lorca F.C. (sanción)       |
| 18.º (IV)                  | Córdoba C.F. "B"           |                            |                            |

| Ascendidos de 3.ª División | Ascendidos de 3.ª División       | Ascendidos de 3.ª División | Ascendidos de 3.ª División |
| Pos.                       | Equipo                           | Pos.                       | Equipo                     |
| -------------------------- | -------------------------------- | -------------------------- | -------------------------- |
| 3.º (XI)                   | U.D. Ibiza-Eivissa (sustitución) | 2.º (I)                    | U.P. Langreo               |
| 1.º (II)                   | Real Oviedo Vetusta              | 1.º (IV)                   | S.C.D. Durango             |
| 1.º (III)                  | Gimnástica Torrelavega           | 1.º (VI)                   | Atlético Levante U.D.      |
| 1.º (V)                    | R.C.D. Espanyol "B"              | 2.º (VI)                   | C.D. Castellón             |
| 1.º (XI)                   | Internacional de Madrid          | 1.º (VIII)                 | Unionistas de Salamanca    |
| 1.º (IX)                   | Atlético Malagueño               | 4.º (VIII)                 | Salamanca C.F.             |
| 1.º (XIV)                  | C.D. Don Benito                  | 2.º (IX)                   | U.D. Almería "B"           |
| 1.º (XVI)                  | C.D. Calahorra                   | 4.º (X)                    | Atlético Sanluqueño C.F.   |
| 1.º (XVII)                 | C.D. Teruel                      | 3.º (XVII)                 | S.D. Ejea                  |
| 1.º(XVIII)                 | U.B. Conquense                   |                            |                            |

     Ascenso a través de ruta de campeones de grupo

     Ascenso a través de ruta de no campeones de grupo

     Descenso directo ordinario

     Descenso después de promoción de permanencia

     Descenso administrativo o desaparición

### Equipos de la temporada actual
| Equipos de la temporada 2018-19 | Equipos de la temporada 2018-19 | Equipos de la temporada 2018-19 | Equipos de la temporada 2018-19 |
| Grupo I                         | Grupo II                        | Grupo III                       | Grupo IV                        |
| ------------------------------- | ------------------------------- | ------------------------------- | ------------------------------- |
| Las Palmas Atlético             | Sporting de Gijón "B"           | C.D. Ebro                       | C.D. El Ejido                   |
| Burgos C.F.                     | U.P. Langreo                    | C.D. Teruel                     | R.B. Linense                    |
| Cultural Leonesa                | Real Oviedo Vetusta             | S.D. Ejea                       | Marbella F.C.                   |
| C.D. Guijuelo                   | Racing de Santander             | C.F. Badalona                   | Recreativo Granada              |
| S.D. Ponferradina               | Gimnástica Torrelavega          | F.C. Barcelona "B"              | Recreativo de Huelva            |
| Real Valladolid C.F. "B"        | C.D. Mirandés                   | U.E. Cornellà                   | San Fernando C.D.               |
| Salamanca C.F.                  | U.D. Logroñés                   | Lleida Esportiu                 | U.D. Almería "B"                |
| Unionistas de Salamanca         | C.D. Calahorra                  | U.E. Olot                       | Atlético Malagueño              |
| Atlético de Madrid "B"          | C.D. Izarra                     | C.F. Peralada                   | Sevilla Atlético                |
| C.F. Fuenlabrada                | C.D. Tudelano                   | C.E. Sabadell F.C.              | Atlético Sanluqueño C.F.        |
| Real Madrid Castilla            | S.D. Amorebieta                 | R.C.D. Espanyol "B"             | U.D. Ibiza-Eivissa              |
| C.D.A. Navalcarnero             | Arenas Club                     | C.D. Alcoyano                   | C.F. Talavera de la Reina       |
| U.D. San Sebastián de los Reyes | Bilbao Athletic                 | Hércules C.F.                   | C.D. Badajoz                    |
| A.D. Unión Adarve               | Barakaldo C.F.                  | Ontinyent C.F.                  | C.F. Villanovense               |
| Internacional de Madrid         | S.D. Gernika                    | Valencia Mestalla               | C.D. Don Benito                 |
| R.C. Celta de Vigo "B"          | S.D. Leioa                      | Villarreal C.F. "B"             | U.D. Melilla                    |
| Coruxo F.C.                     | Real Sociedad "B"               | Atlético Levante                | F.C. Cartagena                  |
| Deportivo Fabril                | Real Unión Club                 | C.D. Castellón                  | F.C. Jumilla                    |
| Pontevedra C.F.                 | C.D. Vitoria                    | C.D. Atlético Baleares          | Real Murcia C.F.                |
| Rápido de Bouzas                | S.C.D. Durango                  | U.B. Conquense                  | UCAM Murcia C.F.                |

     Clubes que permanecen en la categoría

     Clubes que ingresan en la categoría

### Goleadores
| Jugador           | Equipo                  | Goles | Partidos | Promedio |
| ----------------- | ----------------------- | ----- | -------- | -------- |
| Asier Villalibre  | Bilbao Athletic         | 23    | 38       | 0.61     |
| Cristo González   | Real Madrid Castilla    | 20    | 35       | 0.57     |
| Elady Zorrilla    | FC Cartagena            | 19    | 34       | 0.56     |
| Yuri              | SD Ponferradina         | 18    | 27       | 0.67     |
| Pedro Martín      | Lleida Esportiu         | 16    | 34       | 0.52     |
| Caye Quintana     | RC Recreativo de Huelva | 16    | 35       | 0.46     |
| Víctor Campuzano  | Espanyol B              | 15    | 35       | 0.43     |
| Ernesto           | Real Oviedo B           | 15    | 33       | 0.45     |
| Toni Gabarre      | CD Tudelano             | 15    | 36       | 0.42     |
| Christian Perales | UD Sanse                | 15    | 38       | 0.39     |
|                   |                         |       |          |          |

## Grupo I

#### Clasificación
| Pos. | Equipo                     | Pts. | PJ | G  | E  | P  | GF | GC | Dif. | Notas                                                 |
| ---- | -------------------------- | ---- | -- | -- | -- | -- | -- | -- | ---- | ----------------------------------------------------- |
| 1    | Fuenlabrada                | 71   | 38 | 20 | 11 | 7  | 49 | 21 | +28  | Promoción de ascenso para campeones y Copa del Rey    |
| 2    | Ponferradina               | 69   | 38 | 19 | 12 | 7  | 55 | 27 | +28  | Promoción de ascenso para no campeones y Copa del Rey |
| 3    | Atlético Madrid B          | 68   | 38 | 19 | 11 | 8  | 57 | 32 | +25  | Promoción de ascenso para no campeones                |
| 4    | Real Madrid Castilla       | 65   | 38 | 18 | 11 | 9  | 62 | 45 | +17  | Promoción de ascenso para no campeones                |
| 5    | Cultural Leonesa           | 65   | 38 | 17 | 14 | 7  | 56 | 34 | +22  | Copa del Rey                                          |
| 6    | Pontevedra                 | 62   | 38 | 18 | 8  | 12 | 45 | 38 | +7   | Copa del Rey                                          |
| 7    | Guijuelo                   | 59   | 38 | 17 | 8  | 13 | 35 | 33 | +2   | Copa del Rey                                          |
| 8    | San Sebastián de los Reyes | 56   | 38 | 15 | 11 | 12 | 54 | 45 | +9   | Copa del Rey                                          |
| 9    | Unionistas                 | 52   | 38 | 12 | 16 | 10 | 39 | 37 | +2   | Copa del Rey                                          |
| 10   | Coruxo                     | 50   | 38 | 11 | 17 | 10 | 38 | 41 | −3   | Copa Federación                                       |
| 11   | Valladolid B               | 49   | 38 | 12 | 13 | 13 | 33 | 40 | −7   |                                                       |
| 12   | Salamanca                  | 49   | 38 | 12 | 13 | 13 | 40 | 42 | −2   | Copa Federación                                       |
| 13   | Burgos                     | 48   | 38 | 12 | 12 | 14 | 28 | 32 | −4   | Copa Federación                                       |
| 14   | Internacional              | 48   | 38 | 12 | 12 | 14 | 47 | 54 | −7   | Copa Federación                                       |
| 15   | Las Palmas Atlético        | 48   | 38 | 12 | 12 | 14 | 26 | 33 | −7   |                                                       |
| 16   | Celta B                    | 46   | 38 | 12 | 10 | 16 | 45 | 48 | −3   | Promoción de permanencia                              |
| 17   | Rápido de Bouzas           | 38   | 38 | 10 | 8  | 20 | 28 | 55 | −27  | Descenso a Tercera División                           |
| 18   | Unión Adarve               | 36   | 38 | 9  | 9  | 20 | 42 | 62 | −20  | Descenso a Tercera División                           |
| 19   | Navalcarnero               | 25   | 38 | 6  | 7  | 25 | 37 | 70 | −33  | Descenso a Tercera División                           |
| 20   | Deportivo Fabril           | 24   | 38 | 5  | 9  | 24 | 28 | 55 | −27  | Descenso a Tercera División                           |

 Fuente: BDFútbol resultados-futbol
Criterios de clasificación: 1) puntos; 2) puntos en enfrentamientos directos; 3) diferencia de goles en enfrentamientos directos; 4) diferencia de goles; 5) goles marcados; 6) juego limpio en caso de empate de más de dos equipos

#### Evolución de la clasificación
| Equipo / Jornada | 1  | 2  | 3  | 4  | 5  | 6  | 7  | 8  | 9  | 10 | 11 | 12 | 13 | 14 | 15 | 16 | 17 | 18 | 19 | 20 | 21 | 22 | 23 | 24 | 25 | 26 | 27 | 28 | 29 | 30 | 31 | 32 | 33 | 34 | 35 | 36 | 37 | 38 |
| Equipo / Jornada |    |    |    |    |    |    |    |    |    |    |    |    |    |    |    |    |    |    |    |    |    |    |    |    |    |    |    |    |    |    |    |    |    |    |    |    |    |    |
| ---------------- | -- | -- | -- | -- | -- | -- | -- | -- | -- | -- | -- | -- | -- | -- | -- | -- | -- | -- | -- | -- | -- | -- | -- | -- | -- | -- | -- | -- | -- | -- | -- | -- | -- | -- | -- | -- | -- | -- |
| Fuenlabrada      | 1  | 7  | 2  | 5  | 4  | 5  | 9  | 6  | 4  | 3  | 3  | 4  | 3  | 2  | 1  | 2  | 2  | 1  | 2  | 1  | 1  | 1  | 1  | 1  | 1  | 2  | 2  | 2  | 1  | 2  | 1  | 1  | 1  | 1  | 1  | 1  | 1  | 1  |
| Ponferradina     | 4  | 4  | 1  | 1  | 1  | 1  | 1  | 1  | 1  | 1  | 1  | 1  | 2  | 4  | 2  | 1  | 1  | 2  | 1  | 2  | 4  | 4  | 3  | 4  | 5  | 7  | 5  | 6  | 6  | 6  | 5  | 5  | 3  | 3  | 2  | 3  | 3  | 2  |
| At.Madrid "B"    | 12 | 14 | 14 | 16 | 10 | 11 | 13 | 10 | 13 | 14 | 13 | 13 | 15 | 10 | 9  | 8  | 7  | 6  | 6  | 3  | 2  | 2  | 2  | 2  | 2  | 1  | 1  | 1  | 2  | 3  | 2  | 2  | 2  | 2  | 3  | 2  | 2  | 3  |
| R.M. Castilla    | 5  | 3  | 7  | 4  | 3  | 2  | 2  | 2  | 3  | 5  | 5  | 3  | 4  | 3  | 4  | 3  | 3  | 3  | 4  | 6  | 6  | 7  | 4  | 5  | 4  | 3  | 3  | 3  | 5  | 5  | 3  | 3  | 5  | 5  | 4  | 4  | 4  | 4  |
| Cultural         | 2  | 6  | 12 | 6  | 9  | 8  | 8  | 4  | 5  | 4  | 4  | 5  | 5  | 5  | 5  | 5  | 4  | 4  | 3  | 5  | 5  | 5  | 6  | 6  | 6  | 5  | 4  | 4  | 4  | 1  | 4  | 4  | 6  | 6  | 6  | 5  | 5  | 5  |
| Pontevedra       | 15 | 8  | 9  | 11 | 16 | 13 | 11 | 12 | 10 | 6  | 9  | 9  | 11 | 9  | 6  | 6  | 5  | 5  | 5  | 7  | 7  | 6  | 7  | 7  | 7  | 6  | 7  | 7  | 8  | 7  | 7  | 6  | 4  | 4  | 5  | 6  | 7  | 6  |
| Guijuelo         | 18 | 11 | 16 | 9  | 7  | 4  | 3  | 5  | 6  | 7  | 6  | 6  | 6  | 7  | 8  | 11 | 11 | 11 | 12 | 10 | 10 | 10 | 12 | 10 | 9  | 9  | 9  | 9  | 7  | 8  | 8  | 8  | 7  | 7  | 7  | 7  | 6  | 7  |
| S.S. Reyes       | 8  | 12 | 6  | 7  | 11 | 9  | 4  | 3  | 2  | 2  | 2  | 2  | 1  | 1  | 3  | 4  | 6  | 8  | 7  | 4  | 3  | 3  | 5  | 3  | 3  | 4  | 6  | 5  | 3  | 4  | 6  | 7  | 8  | 8  | 8  | 8  | 8  | 8  |
| Unionistas       | 6  | 9  | 11 | 15 | 18 | 19 | 14 | 16 | 15 | 15 | 15 | 15 | 12 | 12 | 12 | 10 | 9  | 7  | 8  | 8  | 8  | 9  | 9  | 9  | 10 | 10 | 10 | 10 | 10 | 11 | 11 | 11 | 11 | 10 | 10 | 10 | 10 | 9  |
| Coruxo           | 13 | 5  | 8  | 13 | 15 | 15 | 12 | 14 | 14 | 12 | 12 | 8  | 9  | 11 | 11 | 9  | 8  | 9  | 9  | 9  | 9  | 8  | 8  | 8  | 8  | 8  | 8  | 8  | 9  | 9  | 9  | 9  | 9  | 9  | 9  | 9  | 9  | 10 |
| Valladolid "B"   | 9  | 17 | 10 | 12 | 8  | 10 | 10 | 11 | 12 | 13 | 14 | 14 | 14 | 15 | 16 | 14 | 14 | 12 | 11 | 13 | 15 | 16 | 14 | 11 | 12 | 14 | 14 | 13 | 13 | 12 | 12 | 12 | 12 | 13 | 15 | 13 | 15 | 11 |
| Salamanca        | 19 | 19 | 18 | 14 | 17 | 17 | 18 | 17 | 17 | 19 | 18 | 18 | 18 | 18 | 17 | 17 | 17 | 17 | 14 | 15 | 13 | 15 | 13 | 15 | 14 | 13 | 12 | 12 | 12 | 13 | 14 | 14 | 14 | 15 | 13 | 16 | 14 | 12 |
| Burgos           | 17 | 18 | 17 | 18 | 14 | 16 | 17 | 15 | 16 | 16 | 16 | 17 | 17 | 17 | 18 | 19 | 18 | 18 | 18 | 14 | 17 | 14 | 16 | 17 | 17 | 17 | 15 | 16 | 15 | 14 | 15 | 15 | 15 | 16 | 14 | 12 | 11 | 13 |
| Internacional    | 10 | 13 | 13 | 8  | 5  | 6  | 7  | 7  | 7  | 10 | 10 | 12 | 8  | 8  | 10 | 12 | 12 | 13 | 13 | 11 | 11 | 12 | 10 | 13 | 11 | 12 | 11 | 11 | 11 | 10 | 10 | 10 | 10 | 12 | 12 | 14 | 16 | 14 |
| L. Palmas At.    | 16 | 10 | 4  | 3  | 6  | 7  | 6  | 9  | 9  | 9  | 11 | 7  | 7  | 6  | 7  | 7  | 10 | 10 | 10 | 12 | 14 | 13 | 11 | 14 | 15 | 15 | 17 | 15 | 16 | 16 | 16 | 16 | 16 | 14 | 16 | 15 | 12 | 15 |
| Celta "B"        | 3  | 1  | 3  | 2  | 2  | 3  | 5  | 8  | 8  | 8  | 7  | 11 | 10 | 14 | 14 | 13 | 13 | 14 | 15 | 16 | 12 | 11 | 15 | 12 | 13 | 11 | 13 | 14 | 14 | 15 | 13 | 13 | 13 | 11 | 11 | 11 | 13 | 16 |
| R.Bouzas         | 20 | 20 | 20 | 20 | 20 | 20 | 20 | 20 | 20 | 18 | 20 | 20 | 20 | 19 | 20 | 20 | 20 | 20 | 20 | 19 | 19 | 19 | 19 | 19 | 19 | 18 | 18 | 18 | 18 | 18 | 17 | 18 | 17 | 17 | 17 | 17 | 17 | 17 |
| U.Adarve         | 14 | 15 | 15 | 17 | 12 | 12 | 15 | 13 | 11 | 11 | 8  | 10 | 13 | 13 | 13 | 15 | 15 | 16 | 17 | 18 | 16 | 17 | 17 | 16 | 16 | 16 | 16 | 17 | 17 | 17 | 18 | 17 | 18 | 18 | 18 | 18 | 18 | 18 |
| Navalcarnero     | 11 | 2  | 5  | 10 | 13 | 14 | 16 | 18 | 18 | 17 | 17 | 16 | 16 | 16 | 15 | 16 | 16 | 15 | 16 | 17 | 18 | 18 | 18 | 18 | 18 | 19 | 19 | 19 | 19 | 19 | 19 | 19 | 19 | 19 | 19 | 19 | 19 | 19 |
| Fabril           | 7  | 16 | 19 | 19 | 19 | 18 | 19 | 19 | 19 | 20 | 19 | 19 | 19 | 20 | 19 | 18 | 19 | 19 | 19 | 20 | 20 | 20 | 20 | 20 | 20 | 20 | 20 | 20 | 20 | 20 | 20 | 20 | 20 | 20 | 20 | 20 | 20 | 20 |

#### Resultados
| Local \ Visitante               | AtM | Bur | Cel | Cor | Cul | Fab | Fue | Gui | Int | Las | MaC | Nav | Pof | Pot | Rap | Sal | San | UnA | Uni | Val |
| ------------------------------- | --- | --- | --- | --- | --- | --- | --- | --- | --- | --- | --- | --- | --- | --- | --- | --- | --- | --- | --- | --- |
| Atlético de Madrid "B"          | —   | 0–1 | 3–0 | 1–1 | 1–2 | 3–0 | 0–0 | 0–1 | 1–0 | 0–0 | 2–2 | 3–0 | 1–1 | 2–0 | 5–1 | 2–1 | 1–0 | 2–0 | 3–2 | 0–0 |
| Burgos C.F.                     | 1–1 | —   | 2–1 | 0–1 | 2–2 | 2–1 | 1–0 | 0–0 | 2–2 | 3–0 | 1–2 | 0–0 | 2–0 | 0–1 | 1–0 | 0–0 | 0–2 | 1–1 | 0–1 | 1–0 |
| R.C. Celta de Vigo "B"          | 0–3 | 0–1 | —   | 2–2 | 3–3 | 2–0 | 1–0 | 3–0 | 5–0 | 0–1 | 1–1 | 3–1 | 1–1 | 0–1 | 3–0 | 1–2 | 0–2 | 4–2 | 2–1 | 0–0 |
| Coruxo F.C.                     | 3–0 | 3–1 | 0–1 | —   | 1–2 | 1–0 | 1–1 | 2–2 | 1–0 | 2–1 | 2–1 | 3–1 | 0–1 | 0–1 | 0–0 | 1–1 | 2–2 | 2–1 | 0–0 | 1–0 |
| Cultural Leonesa                | 1–1 | 1–1 | 3–1 | 3–0 | —   | 4–0 | 1–1 | 1–0 | 3–1 | 0–1 | 1–2 | 3–1 | 1–1 | 2–1 | 4–0 | 1–1 | 0–0 | 3–0 | 1–1 | 2–1 |
| R.C. Deportivo Fabril           | 0–2 | 2–0 | 0–1 | 1–1 | 1–2 | —   | 0–1 | 0–1 | 0–1 | 1–1 | 4–3 | 3–0 | 1–2 | 0–1 | 2–1 | 1–0 | 0–1 | 2–3 | 3–3 | 1–1 |
| C.F. Fuenlabrada                | 2–0 | 1–0 | 2–1 | 2–0 | 1–0 | 1–0 | —   | 3–0 | 4–0 | 1–0 | 0–0 | 2–0 | 3–0 | 0–2 | 2–0 | 5–1 | 1–1 | 4–0 | 1–1 | 2–0 |
| C.D. Guijuelo                   | 1–0 | 1–0 | 1–0 | 0–0 | 1–0 | 1–0 | 1–0 | —   | 0–0 | 0–0 | 2–1 | 1–1 | 2–2 | 3–0 | 1–0 | 1–0 | 3–0 | 2–1 | 0–1 | 0–0 |
| Internacional de Madrid         | 5–1 | 0–1 | 2–0 | 1–1 | 1–1 | 2–2 | 0–0 | 2–1 | —   | 2–0 | 2–1 | 1–1 | 0–2 | 3–0 | 1–0 | 0–2 | 3–6 | 1–2 | 0–0 | 2–1 |
| Las Palmas Atlético             | 0–2 | 0–0 | 1–2 | 1–0 | 1–1 | 0–0 | 0–1 | 3–1 | 1–1 | —   | 0–0 | 1–0 | 1–0 | 2–1 | 2–2 | 0–0 | 1–0 | 2–0 | 1–0 | 0–1 |
| Real Madrid Castilla            | 1–3 | 1–0 | 2–0 | 3–0 | 2–2 | 1–0 | 0–1 | 1–0 | 1–1 | 2–0 | —   | 3–1 | 0–0 | 0–1 | 2–1 | 1–1 | 3–2 | 1–0 | 3–0 | 3–2 |
| C.D.A. Navalcarnero             | 2–4 | 1–1 | 3–1 | 1–1 | 0–1 | 2–0 | 0–2 | 0–1 | 1–5 | 0–1 | 2–3 | —   | 1–0 | 1–1 | 0–1 | 1–1 | 2–3 | 3–2 | 0–1 | 3–2 |
| S.D. Ponferradina               | 1–0 | 2–0 | 2–2 | 1–1 | 0–0 | 3–0 | 1–0 | 1–0 | 3–0 | 0–0 | 3–2 | 3–0 | —   | 1–0 | 3–0 | 0–1 | 3–1 | 2–1 | 3–0 | 5–0 |
| Pontevedra C.F.                 | 0–2 | 1–1 | 0–0 | 1–0 | 2–1 | 2–2 | 3–0 | 2–1 | 2–2 | 1–0 | 3–0 | 2–0 | 0–0 | —   | 3–1 | 2–0 | 3–1 | 3–1 | 0–0 | 1–1 |
| Rápido de Bouzas                | 0–1 | 0–1 | 0–1 | 0–0 | 1–0 | 2–1 | 0–0 | 2–1 | 0–1 | 2–1 | 0–3 | 0–3 | 2–2 | 1–3 | —   | 1–0 | 1–1 | 1–1 | 4–1 | 0–0 |
| Salamanca CF                    | 0–2 | 0–1 | 3–1 | 0–0 | 2–0 | 0–0 | 1–2 | 2–3 | 2–1 | 2–0 | 3–3 | 3–2 | 0–0 | 3–0 | 0–1 | —   | 0–3 | 4–3 | 1–1 | 0–0 |
| U.D. San Sebastián de los Reyes | 0–2 | 2–0 | 1–1 | 1–1 | 1–2 | 2–0 | 1–1 | 2–0 | 3–0 | 0–2 | 2–2 | 2–0 | 1–0 | 2–1 | 0–1 | 0–1 | —   | 2–2 | 1–2 | 1–0 |
| A.D. Unión Adarve               | 1–1 | 1–0 | 0–0 | 3–3 | 0–1 | 1–0 | 0–0 | 0–1 | 1–3 | 1–1 | 0–0 | 3–2 | 1–3 | 3–0 | 1–2 | 0–1 | 1–2 | —   | 1–0 | 2–1 |
| Unionistas de Salamanca C.F.    | 1–1 | 0–0 | 1–1 | 4–0 | 0–1 | 0–0 | 3–1 | 1–0 | 0–0 | 3–0 | 1–4 | 1–0 | 1–0 | 1–0 | 3–0 | 1–1 | 1–1 | 0–1 | —   | 1–1 |
| Real Valladolid C.F. "B"        | 1–1 | 1–0 | 1–0 | 0–1 | 0–0 | 1–0 | 1–1 | 2–1 | 2–1 | 1–0 | 1–2 | 2–1 | 1–3 | 1–0 | 1–0 | 1–0 | 2–2 | 2–1 | 1–1 | —   |

#### Máximos goleadores
| Pos. | Jugador            | Club             | Goles |
| ---- | ------------------ | ---------------- | ----- |
| 1.ª  | Cristo González    | Castilla         | 231   |
| 2.ª  | Yuri de Souza      | Ponferradina     | 18    |
| 3.ª  | Christian Perales  | Sanse            | 15    |
| 4.ª  | Sergio Castel      | Sanse            | 13    |
| 5.ª  | Carlos Bravo       | Ponferradina     | 11    |
| 5.ª  | Cedric Omoigui     | Fuenlabrada      | 11    |
| 7.ª  | Joaquín Cerdá      | Navalcarnero     | 10    |
| 7.ª  | Aridane Santana    | Cultural         | 10    |
| 7.ª  | Manu Justo         | Coruxo           | 10    |
| 7.ª  | Iván Salvador      | Celta B          | 10    |
| 7.ª  | Álvaro Sánchez     | Adarve           | 10    |
| 7.ª  | Owusu Kwabena      | Salamanca        | 10    |
| 13.ª | Dani Pichín        | Ponferradina     | 9     |
| 13.ª | Jesús Tamayo       | Internacional    | 9     |
| 13.ª | Oscar Pinchi       | Atlético B       | 9     |
| 13.ª | Darío Poveda       | Atlético B       | 9     |
| 17.ª | Mikel Arruabarrena | Pontevedra       | 8     |
| 17.ª | Javier Pazos       | Pontevedra       | 8     |
| 17.ª | Youssef Al Watani  | Rápido de Bouzas | 8     |
| 17.ª | Sergio Bermejo     | Celta B          | 8     |

## Grupo II

#### Clasificación
| Pos. | Equipo                 | Pts. | PJ | G  | E  | P  | GF | GC | Dif. | Notas                                                 |
| ---- | ---------------------- | ---- | -- | -- | -- | -- | -- | -- | ---- | ----------------------------------------------------- |
| 1    | Racing Santander       | 78   | 38 | 22 | 12 | 4  | 66 | 25 | +41  | Promoción de ascenso para campeones y Copa del Rey    |
| 2    | UD Logroñés            | 72   | 38 | 20 | 12 | 6  | 44 | 22 | +22  | Promoción de ascenso para no campeones y Copa del Rey |
| 3    | Mirandés               | 69   | 38 | 19 | 12 | 7  | 53 | 32 | +21  | Promoción de ascenso para no campeones y Copa del Rey |
| 4    | Barakaldo              | 61   | 38 | 18 | 7  | 13 | 41 | 40 | +1   | Promoción de ascenso para no campeones y Copa del Rey |
| 5    | Oviedo B               | 59   | 38 | 15 | 14 | 9  | 55 | 45 | +10  |                                                       |
| 6    | Bilbao Athletic        | 57   | 38 | 16 | 9  | 13 | 67 | 45 | +22  |                                                       |
| 7    | Leioa                  | 53   | 38 | 12 | 17 | 9  | 43 | 40 | +3   | Copa del Rey                                          |
| 8    | Amorebieta             | 53   | 38 | 14 | 11 | 13 | 44 | 45 | −1   | Copa del Rey                                          |
| 9    | Langreo                | 52   | 38 | 15 | 7  | 16 | 43 | 48 | −5   | Copa del Rey                                          |
| 10   | Calahorra              | 50   | 38 | 13 | 11 | 14 | 45 | 52 | −7   | Copa Federación                                       |
| 11   | Sporting de Gijón "B"  | 49   | 38 | 13 | 10 | 15 | 42 | 43 | −1   |                                                       |
| 12   | Real Sociedad B        | 45   | 38 | 12 | 9  | 17 | 47 | 42 | +5   |                                                       |
| 13   | Izarra                 | 45   | 38 | 9  | 18 | 11 | 33 | 44 | −11  | Copa Federación                                       |
| 14   | Tudelano               | 45   | 38 | 10 | 15 | 13 | 33 | 42 | −9   | Copa Federación                                       |
| 15   | Arenas                 | 45   | 38 | 11 | 12 | 15 | 33 | 40 | −7   |                                                       |
| 16   | Real Unión             | 44   | 38 | 9  | 17 | 12 | 39 | 44 | −5   | Promoción de permanencia                              |
| 17   | Gernika                | 42   | 38 | 8  | 18 | 12 | 32 | 42 | −10  | Descenso a Tercera División                           |
| 18   | Vitoria                | 35   | 38 | 7  | 14 | 17 | 34 | 51 | −17  | Descenso a Tercera División                           |
| 19   | Gimnástica Torrelavega | 32   | 38 | 6  | 14 | 18 | 25 | 44 | −19  | Descenso a Tercera División                           |
| 20   | Cultural Durango       | 30   | 38 | 7  | 9  | 22 | 32 | 65 | −33  | Descenso a Tercera División                           |

 Fuente: BDFútbol resultados-futbol
Criterios de clasificación: 1) puntos; 2) puntos en enfrentamientos directos; 3) diferencia de goles en enfrentamientos directos; 4) diferencia de goles; 5) goles marcados; 6) juego limpio en caso de empate de más de dos equipos

#### Evolución de la clasificación
| Equipo / Jornada      | 1  | 2  | 3  | 4  | 5  | 6  | 7  | 8  | 9  | 10 | 11 | 12 | 13 | 14 | 15 | 16 | 17 | 18 | 19 | 20 | 21 | 22 | 23 | 24 | 25 | 26 | 27 | 28 | 29 | 30 | 31 | 32 | 33 | 34 | 35 | 36 | 37 | 38 |
| Equipo / Jornada      |    |    |    |    |    |    |    |    |    |    |    |    |    |    |    |    |    |    |    |    |    |    |    |    |    |    |    |    |    |    |    |    |    |    |    |    |    |    |
| --------------------- | -- | -- | -- | -- | -- | -- | -- | -- | -- | -- | -- | -- | -- | -- | -- | -- | -- | -- | -- | -- | -- | -- | -- | -- | -- | -- | -- | -- | -- | -- | -- | -- | -- | -- | -- | -- | -- | -- |
| R.Santander           | 5  | 7  | 1  | 2  | 2  | 1  | 1  | 1  | 1  | 1  | 1  | 1  | 1  | 1  | 1  | 1  | 1  | 1  | 1  | 1  | 1  | 1  | 1  | 1  | 1  | 1  | 1  | 1  | 1  | 1  | 1  | 1  | 1  | 1  | 1  | 1  | 1  | 1  |
| Logroñés              | 10 | 11 | 13 | 16 | 17 | 15 | 15 | 13 | 10 | 5  | 10 | 7  | 6  | 4  | 4  | 6  | 5  | 6  | 5  | 5  | 4  | 3  | 3  | 3  | 3  | 3  | 3  | 3  | 3  | 3  | 3  | 3  | 3  | 3  | 3  | 3  | 2  | 2  |
| Mirandés              | 9  | 10 | 7  | 7  | 6  | 6  | 4  | 5  | 4  | 3  | 3  | 2  | 4  | 3  | 3  | 3  | 2  | 2  | 2  | 2  | 2  | 2  | 2  | 2  | 2  | 2  | 2  | 2  | 2  | 2  | 2  | 2  | 2  | 2  | 2  | 2  | 3  | 3  |
| Barakaldo             | 3  | 4  | 4  | 4  | 4  | 2  | 3  | 2  | 2  | 2  | 2  | 3  | 2  | 2  | 2  | 2  | 3  | 3  | 3  | 3  | 3  | 4  | 4  | 4  | 4  | 4  | 4  | 4  | 4  | 4  | 4  | 4  | 4  | 4  | 4  | 4  | 4  | 4  |
| Oviedo Vet.           | 16 | 15 | 11 | 11 | 10 | 7  | 5  | 3  | 3  | 4  | 4  | 4  | 7  | 6  | 6  | 4  | 4  | 4  | 4  | 4  | 6  | 6  | 7  | 6  | 9  | 6  | 7  | 7  | 6  | 5  | 5  | 5  | 5  | 5  | 5  | 5  | 6  | 5  |
| Bilbao Ath.           | 2  | 3  | 3  | 1  | 1  | 3  | 2  | 4  | 5  | 9  | 7  | 10 | 9  | 10 | 8  | 9  | 8  | 9  | 8  | 9  | 8  | 9  | 8  | 9  | 8  | 9  | 9  | 9  | 7  | 6  | 7  | 9  | 6  | 6  | 6  | 6  | 5  | 6  |
| Leioa                 | 11 | 12 | 8  | 12 | 12 | 9  | 6  | 6  | 9  | 8  | 6  | 5  | 3  | 5  | 5  | 7  | 6  | 7  | 6  | 6  | 5  | 5  | 5  | 5  | 7  | 8  | 8  | 8  | 9  | 9  | 6  | 7  | 7  | 7  | 8  | 7  | 7  | 7  |
| Amorebieta            | 19 | 20 | 20 | 19 | 16 | 13 | 16 | 16 | 16 | 17 | 18 | 18 | 19 | 19 | 20 | 17 | 15 | 17 | 18 | 18 | 18 | 17 | 15 | 17 | 14 | 14 | 12 | 11 | 11 | 10 | 10 | 10 | 11 | 11 | 9  | 10 | 8  | 8  |
| Langreo               | 4  | 5  | 9  | 8  | 11 | 16 | 10 | 14 | 12 | 13 | 11 | 12 | 10 | 11 | 11 | 10 | 9  | 5  | 9  | 8  | 7  | 8  | 6  | 7  | 6  | 7  | 5  | 6  | 8  | 8  | 8  | 6  | 8  | 8  | 10 | 8  | 10 | 9  |
| Calahorra             | 1  | 2  | 2  | 3  | 3  | 4  | 7  | 7  | 6  | 11 | 12 | 9  | 11 | 9  | 10 | 8  | 10 | 10 | 11 | 11 | 11 | 12 | 11 | 11 | 12 | 13 | 14 | 12 | 12 | 11 | 11 | 12 | 12 | 12 | 11 | 11 | 11 | 10 |
| Sporting de Gijón "B" | 15 | 14 | 15 | 10 | 9  | 11 | 12 | 8  | 7  | 10 | 8  | 6  | 5  | 7  | 7  | 5  | 7  | 8  | 7  | 7  | 9  | 10 | 10 | 10 | 11 | 10 | 10 | 13 | 13 | 12 | 12 | 11 | 10 | 10 | 7  | 9  | 9  | 11 |
| R.Socied.B            | 17 | 8  | 12 | 13 | 13 | 10 | 13 | 10 | 8  | 6  | 9  | 11 | 12 | 12 | 12 | 12 | 12 | 11 | 10 | 10 | 10 | 7  | 9  | 8  | 5  | 5  | 6  | 5  | 5  | 7  | 9  | 8  | 9  | 9  | 12 | 12 | 12 | 12 |
| Izarra                | 6  | 6  | 5  | 5  | 5  | 5  | 8  | 11 | 14 | 14 | 14 | 14 | 13 | 13 | 14 | 13 | 13 | 14 | 14 | 14 | 14 | 13 | 14 | 15 | 17 | 17 | 16 | 17 | 15 | 15 | 15 | 15 | 15 | 15 | 14 | 14 | 14 | 13 |
| Tudelano              | 20 | 9  | 6  | 6  | 7  | 8  | 11 | 15 | 15 | 16 | 17 | 17 | 16 | 16 | 19 | 20 | 18 | 18 | 17 | 15 | 15 | 15 | 16 | 14 | 15 | 16 | 15 | 15 | 14 | 14 | 14 | 14 | 13 | 14 | 13 | 13 | 13 | 14 |
| Arenas                | 12 | 17 | 18 | 15 | 15 | 12 | 14 | 9  | 11 | 7  | 5  | 8  | 8  | 8  | 9  | 11 | 11 | 12 | 12 | 12 | 13 | 14 | 13 | 12 | 13 | 11 | 11 | 10 | 10 | 13 | 13 | 13 | 14 | 13 | 15 | 15 | 15 | 15 |
| Real Unión            | 7  | 1  | 10 | 9  | 8  | 14 | 9  | 12 | 13 | 12 | 13 | 13 | 14 | 14 | 13 | 14 | 14 | 13 | 13 | 13 | 12 | 11 | 12 | 13 | 10 | 12 | 13 | 14 | 16 | 16 | 16 | 17 | 16 | 16 | 16 | 16 | 16 | 16 |
| Gernika               | 18 | 16 | 17 | 17 | 19 | 18 | 19 | 19 | 19 | 19 | 19 | 20 | 18 | 20 | 17 | 18 | 19 | 15 | 16 | 17 | 16 | 16 | 17 | 16 | 16 | 15 | 17 | 16 | 17 | 17 | 17 | 16 | 17 | 17 | 17 | 17 | 17 | 17 |
| Vitoria               | 14 | 18 | 16 | 14 | 14 | 17 | 17 | 17 | 17 | 15 | 15 | 16 | 17 | 18 | 18 | 19 | 17 | 20 | 20 | 19 | 19 | 19 | 18 | 18 | 18 | 18 | 18 | 18 | 19 | 18 | 18 | 20 | 20 | 20 | 18 | 18 | 18 | 18 |
| Gimnástica            | 8  | 13 | 14 | 18 | 18 | 19 | 18 | 18 | 18 | 18 | 16 | 15 | 15 | 15 | 16 | 16 | 20 | 16 | 15 | 16 | 17 | 18 | 19 | 19 | 19 | 19 | 19 | 19 | 18 | 19 | 19 | 18 | 18 | 18 | 19 | 19 | 19 | 19 |
| Cultural D.           | 13 | 19 | 19 | 20 | 20 | 20 | 20 | 20 | 20 | 20 | 20 | 19 | 20 | 17 | 15 | 15 | 16 | 19 | 19 | 20 | 20 | 20 | 20 | 20 | 20 | 20 | 20 | 20 | 20 | 20 | 20 | 19 | 19 | 19 | 20 | 20 | 20 | 20 |

#### Resultados
| Local \ Visitante         | Amo | Are | Bar | Bil | Cal | Cul | Ger | Gim | Iza | Lan | Lei | Log | Mir | Ovi | Rac | RSo | RUn | Spo | Tud | Vit |
| ------------------------- | --- | --- | --- | --- | --- | --- | --- | --- | --- | --- | --- | --- | --- | --- | --- | --- | --- | --- | --- | --- |
| S.D. Amorebieta           | —   | 0–1 | 2–0 | 3–2 | 0–0 | 3–0 | 3–1 | 1–1 | 0–0 | 2–0 | 1–3 | 1–2 | 1–0 | 1–2 | 1–3 | 1–1 | 0–3 | 0–1 | 1–1 | 2–1 |
| Arenas Club               | 1–1 | —   | 2–1 | 1–0 | 2–1 | 2–0 | 4–1 | 0–1 | 0–1 | 4–0 | 1–1 | 1–3 | 1–0 | 0–3 | 0–1 | 0–2 | 1–0 | 1–1 | 0–1 | 0–0 |
| Barakaldo C.F.            | 4–3 | 1–0 | —   | 1–1 | 1–2 | 1–0 | 1–2 | 1–0 | 1–0 | 1–0 | 0–0 | 0–1 | 1–1 | 2–1 | 0–1 | 2–0 | 3–1 | 0–1 | 1–1 | 2–2 |
| Bilbao Athletic           | 3–1 | 2–1 | 4–1 | —   | 3–2 | 2–2 | 3–0 | 1–0 | 6–0 | 5–1 | 2–1 | 0–0 | 1–3 | 4–1 | 1–1 | 2–2 | 2–0 | 0–2 | 2–0 | 2–0 |
| C.D. Calahorra            | 2–0 | 1–1 | 2–1 | 0–3 | —   | 2–2 | 3–1 | 1–0 | 2–0 | 2–4 | 0–1 | 2–0 | 2–3 | 1–0 | 0–1 | 0–1 | 1–1 | 1–3 | 1–1 | 2–0 |
| S.C.D. Durango            | 0–2 | 0–1 | 0–1 | 3–2 | 1–2 | —   | 0–1 | 4–4 | 1–2 | 1–0 | 0–3 | 0–0 | 1–4 | 1–3 | 0–4 | 1–3 | 1–1 | 2–1 | 1–0 | 1–1 |
| S.D. Gernika              | 1–1 | 2–0 | 0–1 | 2–1 | 3–1 | 1–0 | —   | 0–0 | 0–1 | 1–1 | 0–0 | 0–0 | 1–1 | 1–1 | 0–0 | 1–0 | 1–1 | 0–0 | 1–1 | 1–3 |
| Gimnástica de Torrelavega | 1–2 | 1–1 | 1–3 | 0–0 | 1–1 | 1–2 | 1–0 | —   | 0–0 | 0–2 | 1–1 | 0–1 | 1–0 | 2–1 | 0–0 | 1–0 | 1–1 | 1–1 | 0–1 | 0–2 |
| C.D. Izarra               | 0–0 | 1–0 | 0–1 | 0–0 | 0–1 | 1–1 | 3–2 | 2–2 | —   | 0–0 | 2–1 | 0–0 | 1–1 | 1–1 | 2–2 | 1–0 | 1–1 | 0–2 | 1–1 | 1–1 |
| U.P. Langreo              | 3–0 | 1–0 | 0–2 | 0–2 | 2–1 | 4–1 | 1–0 | 1–0 | 4–0 | —   | 4–1 | 0–0 | 0–1 | 1–0 | 2–1 | 1–0 | 1–1 | 0–2 | 2–0 | 0–0 |
| S.D. Leioa                | 0–0 | 0–0 | 3–0 | 1–4 | 1–1 | 0–0 | 1–1 | 2–1 | 2–2 | 2–1 | —   | 2–1 | 1–0 | 2–2 | 1–1 | 1–0 | 0–1 | 2–0 | 1–2 | 1–1 |
| U.D. Logroñés             | 2–0 | 0–0 | 1–1 | 2–1 | 1–1 | 1–0 | 2–0 | 3–0 | 2–1 | 1–0 | 0–0 | —   | 3–0 | 3–4 | 1–0 | 1–1 | 2–0 | 0–2 | 1–0 | 1–0 |
| C.D. Mirandés             | 2–0 | 3–1 | 1–1 | 1–1 | 4–1 | 1–0 | 1–0 | 1–0 | 1–1 | 1–0 | 2–1 | 1–0 | —   | 1–0 | 1–1 | 2–1 | 2–2 | 1–1 | 3–0 | 1–2 |
| Real Oviedo Vetusta       | 0–2 | 3–2 | 0–1 | 2–1 | 1–1 | 3–1 | 0–0 | 2–0 | 2–1 | 2–2 | 1–1 | 0–1 | 1–1 | —   | 1–1 | 2–1 | 1–1 | 2–0 | 2–1 | 0–0 |
| Racing de Santander       | 1–1 | 4–0 | 1–0 | 3–1 | 5–0 | 2–0 | 0–1 | 1–0 | 2–1 | 4–1 | 2–0 | 2–2 | 3–2 | 1–1 | —   | 1–0 | 0–0 | 3–0 | 2–1 | 4–0 |
| Real Sociedad "B"         | 1–2 | 1–1 | 3–0 | 1–0 | 1–0 | 3–0 | 1–1 | 0–0 | 3–0 | 1–1 | 1–2 | 0–1 | 0–1 | 2–3 | 0–1 | —   | 2–1 | 3–1 | 1–1 | 4–2 |
| Real Unión Club           | 1–1 | 1–1 | 1–2 | 1–0 | 0–1 | 0–2 | 1–1 | 1–1 | 0–4 | 4–0 | 1–2 | 0–0 | 0–0 | 2–2 | 0–3 | 2–1 | —   | 2–0 | 1–0 | 2–0 |
| Sporting de Gijón "B"     | 0–1 | 1–1 | 2–0 | 3–1 | 2–3 | 1–2 | 2–2 | 0–1 | 0–0 | 2–0 | 0–0 | 0–2 | 0–2 | 1–2 | 3–1 | 2–2 | 0–1 | —   | 0–0 | 3–2 |
| C.D. Tudelano             | 0–2 | 0–1 | 0–1 | 3–2 | 0–0 | 1–0 | 0–0 | 2–1 | 1–1 | 2–0 | 1–1 | 2–1 | 1–1 | 1–3 | 1–1 | 1–3 | 2–2 | 1–0 | —   | 1–0 |
| C.D. Vitoria              | 1–2 | 0–0 | 0–1 | 0–0 | 1–1 | 1–1 | 2–2 | 2–0 | 0–1 | 1–3 | 3–1 | 0–2 | 0–2 | 0–0 | 0–2 | 2–1 | 2–1 | 1–2 | 1–1 | —   |

#### Máximos goleadores
| Pos. | Jugador           | Club                  | Goles |
| ---- | ----------------- | --------------------- | ----- |
| 1.ª  | Asier Villalibre  | Bilbao Ath.           | 23    |
| 2.ª  | Tony Gabarre      | Tudelano              | 15    |
| 2.ª  | Ernesto Gómez     | Oviedo B              | 15    |
| 4.ª  | Mikel Orbegozo    | Real Unión            | 14    |
| 5.ª  | Eduardo Ubis      | Calahorra             | 13    |
| 6.ª  | Claudio Medina    | Mirandés              | 12    |
| 7.ª  | David González    | Langreo               | 10    |
| 7.ª  | Gorka Santamaría  | Sporting de Gijón "B" | 10    |
| 7.ª  | Jon Ander Pérez   | Racing                | 10    |
| 7.ª  | Xesc Regis        | Vitoria               | 10    |
| 7.ª  | Marcos De Sousa   | Logroñés              | 10    |
| 7.ª  | Iñigo Vicente     | Bilbao Ath.           | 10    |
| 7.ª  | Andoni Tascón     | Amorebieta            | 10    |
| 14.ª | Lander Yurrebaso  | Leioa                 | 9     |
| 14.ª | Gorka Laborda     | Izarra                | 9     |
| 14.ª | Gaizka Larrazabal | Bilbao Ath.           | 9     |
| 17.ª | Sergio Parla      | Calahorra             | 8     |
| 17.ª | Fran Sota         | Leioa                 | 8     |
| 17.ª | Yanis Rahmani     | Mirandés              | 8     |
| 17.ª | Lolo González     | Oviedo B              | 8     |

## Grupo III

#### Clasificación
| Pos. | Equipo            | Pts. | PJ | G  | E  | P  | GF | GC | Dif. | Notas                                                 |
| ---- | ----------------- | ---- | -- | -- | -- | -- | -- | -- | ---- | ----------------------------------------------------- |
| 1    | Atlético Baleares | 75   | 38 | 21 | 12 | 5  | 52 | 30 | +22  | Promoción de ascenso para campeones y Copa del Rey    |
| 2    | Hércules          | 67   | 38 | 19 | 10 | 9  | 36 | 24 | +12  | Promoción de ascenso para no campeones y Copa del Rey |
| 3    | Villarreal B      | 62   | 38 | 17 | 11 | 10 | 54 | 39 | +15  | Promoción de ascenso para no campeones                |
| 4    | Cornellà          | 61   | 38 | 15 | 16 | 7  | 44 | 29 | +15  | Promoción de ascenso para no campeones y Copa del Rey |
| 5    | Espanyol B        | 60   | 38 | 16 | 12 | 10 | 55 | 38 | +17  |                                                       |
| 6    | Lleida Esportiu   | 56   | 38 | 15 | 11 | 12 | 46 | 39 | +7   | Copa del Rey                                          |
| 7    | Badalona          | 56   | 38 | 14 | 14 | 10 | 36 | 32 | +4   | Copa del Rey                                          |
| 8    | Barcelona B       | 53   | 38 | 14 | 11 | 13 | 47 | 39 | +8   |                                                       |
| 9    | Ebro              | 52   | 38 | 12 | 16 | 10 | 30 | 34 | −4   | Copa del Rey                                          |
| 10   | Olot              | 48   | 38 | 10 | 18 | 10 | 33 | 31 | +2   | Copa del Rey                                          |
| 11   | Atlético Levante  | 45   | 38 | 11 | 12 | 15 | 41 | 43 | −2   |                                                       |
| 12   | Sabadell          | 45   | 38 | 12 | 9  | 17 | 36 | 53 | −17  | Copa Federación                                       |
| 13   | Valencia Mestalla | 44   | 38 | 11 | 11 | 16 | 44 | 50 | −6   |                                                       |
| 14   | Ejea              | 44   | 38 | 10 | 14 | 14 | 30 | 36 | −6   |                                                       |
| 15   | Castellón         | 44   | 38 | 8  | 20 | 10 | 36 | 36 | 0    | Copa Federación                                       |
| 16   | Alcoyano          | 43   | 38 | 9  | 16 | 13 | 33 | 45 | −12  | Promoción de permanencia y Copa Federación            |
| 17   | Teruel            | 41   | 38 | 9  | 14 | 15 | 32 | 48 | −16  | Descenso a Tercera División                           |
| 18   | Conquense         | 39   | 38 | 8  | 15 | 15 | 31 | 44 | −13  | Descenso a Tercera División                           |
| 19   | Peralada          | 39   | 38 | 8  | 15 | 15 | 38 | 45 | −7   | Descenso a Tercera División                           |
| 20   | Ontinyent         | 0    | 38 | 7  | 11 | 20 | 23 | 42 | −19  | Descenso a Tercera División                           |

 Fuente: BDFútbol resultados-futbol
Criterios de clasificación: 1) puntos; 2) puntos en enfrentamientos directos; 3) diferencia de goles en enfrentamientos directos; 4) diferencia de goles; 5) goles marcados; 6) juego limpio en caso de empate de más de dos equipos

#### Evolución de la clasificación
| Equipo / Jornada | 1  | 2  | 3  | 4  | 5  | 6  | 7  | 8  | 9  | 10 | 11 | 12 | 13 | 14 | 15 | 16 | 17 | 18 | 19 | 20 | 21 | 22 | 23 | 24 | 25 | 26 | 27 | 28 | 29 | 30 | 31 | 32 | 33 | 34 | 35 | 36 | 37 | 38 |
| Equipo / Jornada |    |    |    |    |    |    |    |    |    |    |    |    |    |    |    |    |    |    |    |    |    |    |    |    |    |    |    |    |    |    |    |    |    |    |    |    |    |    |
| ---------------- | -- | -- | -- | -- | -- | -- | -- | -- | -- | -- | -- | -- | -- | -- | -- | -- | -- | -- | -- | -- | -- | -- | -- | -- | -- | -- | -- | -- | -- | -- | -- | -- | -- | -- | -- | -- | -- | -- |
| At.Baleares      | 12 | 6  | 11 | 13 | 14 | 11 | 10 | 6  | 5  | 7  | 4  | 4  | 3  | 4  | 3  | 4  | 3  | 4  | 3  | 4  | 4  | 3  | 2  | 2  | 1  | 1  | 1  | 1  | 1  | 1  | 1  | 1  | 1  | 1  | 1  | 1  | 1  | 1  |
| Hércules         | 5  | 2  | 1  | 1  | 1  | 1  | 1  | 2  | 1  | 1  | 2  | 1  | 4  | 2  | 4  | 2  | 4  | 3  | 5  | 6  | 5  | 5  | 5  | 5  | 4  | 4  | 4  | 5  | 4  | 3  | 2  | 3  | 2  | 2  | 2  | 2  | 2  | 2  |
| Villarreal B     | 14 | 19 | 18 | 12 | 8  | 3  | 2  | 1  | 2  | 2  | 1  | 2  | 1  | 3  | 2  | 3  | 2  | 2  | 1  | 1  | 1  | 1  | 1  | 1  | 2  | 2  | 2  | 2  | 2  | 2  | 3  | 2  | 3  | 3  | 3  | 3  | 3  | 3  |
| Cornellà         | 11 | 5  | 4  | 2  | 4  | 9  | 7  | 12 | 12 | 13 | 12 | 11 | 12 | 6  | 5  | 5  | 6  | 5  | 4  | 3  | 3  | 2  | 3  | 3  | 5  | 5  | 5  | 3  | 3  | 4  | 4  | 4  | 4  | 4  | 4  | 5  | 5  | 4  |
| Espanyol B       | 3  | 3  | 8  | 9  | 11 | 6  | 9  | 5  | 6  | 4  | 7  | 9  | 10 | 11 | 10 | 8  | 9  | 9  | 9  | 8  | 8  | 8  | 8  | 8  | 9  | 6  | 7  | 6  | 6  | 6  | 6  | 6  | 5  | 5  | 5  | 4  | 4  | 5  |
| Lleida           | 6  | 4  | 3  | 4  | 5  | 5  | 3  | 4  | 3  | 3  | 3  | 3  | 2  | 1  | 1  | 1  | 1  | 1  | 2  | 2  | 2  | 4  | 4  | 4  | 3  | 3  | 3  | 4  | 5  | 5  | 5  | 5  | 7  | 6  | 6  | 7  | 8  | 6  |
| Badalona         | 18 | 17 | 17 | 19 | 12 | 8  | 12 | 13 | 15 | 11 | 8  | 6  | 7  | 9  | 9  | 11 | 14 | 10 | 12 | 15 | 15 | 15 | 14 | 13 | 10 | 10 | 10 | 10 | 10 | 10 | 10 | 9  | 9  | 9  | 9  | 8  | 7  | 7  |
| Barça "B"        | 17 | 20 | 14 | 16 | 9  | 4  | 6  | 3  | 4  | 6  | 6  | 8  | 5  | 5  | 7  | 7  | 5  | 6  | 6  | 5  | 6  | 6  | 6  | 6  | 6  | 7  | 6  | 7  | 9  | 7  | 7  | 7  | 6  | 7  | 7  | 6  | 6  | 8  |
| Ebro             | 19 | 18 | 20 | 20 | 20 | 20 | 20 | 20 | 19 | 20 | 19 | 20 | 18 | 15 | 16 | 15 | 12 | 14 | 14 | 12 | 11 | 10 | 9  | 9  | 7  | 8  | 8  | 9  | 8  | 11 | 11 | 8  | 8  | 8  | 8  | 9  | 9  | 9  |
| Olot             | 13 | 7  | 6  | 3  | 7  | 12 | 5  | 8  | 10 | 12 | 10 | 10 | 8  | 8  | 8  | 10 | 8  | 7  | 7  | 7  | 7  | 7  | 7  | 7  | 8  | 9  | 9  | 8  | 7  | 9  | 9  | 11 | 11 | 10 | 11 | 11 | 10 | 10 |
| At.Levante       | 1  | 8  | 7  | 11 | 16 | 16 | 13 | 15 | 8  | 5  | 9  | 7  | 9  | 10 | 12 | 9  | 11 | 12 | 11 | 14 | 14 | 12 | 12 | 12 | 13 | 13 | 13 | 11 | 11 | 8  | 8  | 10 | 10 | 10 | 10 | 10 | 11 | 11 |
| Sabadell         | 8  | 16 | 19 | 15 | 19 | 19 | 17 | 14 | 7  | 8  | 5  | 5  | 6  | 7  | 6  | 6  | 7  | 8  | 8  | 9  | 9  | 9  | 11 | 11 | 12 | 12 | 12 | 15 | 15 | 15 | 17 | 19 | 16 | 19 | 13 | 17 | 15 | 12 |
| V.Mestalla       | 4  | 10 | 13 | 7  | 3  | 7  | 11 | 10 | 11 | 14 | 16 | 17 | 17 | 19 | 18 | 17 | 17 | 18 | 16 | 17 | 18 | 19 | 20 | 19 | 20 | 20 | 20 | 19 | 20 | 18 | 15 | 16 | 18 | 16 | 17 | 14 | 13 | 13 |
| Ejea             | 16 | 12 | 5  | 8  | 13 | 15 | 16 | 17 | 17 | 17 | 15 | 16 | 15 | 17 | 13 | 13 | 16 | 13 | 15 | 11 | 10 | 11 | 10 | 10 | 11 | 11 | 11 | 12 | 12 | 13 | 13 | 13 | 12 | 11 | 12 | 12 | 12 | 14 |
| Castellón        | 10 | 14 | 15 | 17 | 17 | 17 | 18 | 18 | 18 | 18 | 20 | 19 | 20 | 18 | 19 | 19 | 20 | 19 | 19 | 19 | 17 | 18 | 19 | 20 | 19 | 19 | 19 | 20 | 19 | 16 | 18 | 17 | 19 | 15 | 16 | 15 | 16 | 15 |
| Alcoyano         | 2  | 9  | 9  | 14 | 15 | 14 | 15 | 11 | 14 | 9  | 11 | 14 | 13 | 14 | 15 | 14 | 10 | 11 | 10 | 13 | 13 | 13 | 15 | 14 | 14 | 16 | 18 | 18 | 17 | 20 | 16 | 15 | 17 | 18 | 19 | 16 | 14 | 16 |
| Teruel           | 20 | 13 | 12 | 10 | 6  | 10 | 8  | 9  | 13 | 15 | 17 | 13 | 16 | 16 | 17 | 18 | 19 | 20 | 20 | 20 | 20 | 20 | 18 | 18 | 18 | 18 | 16 | 14 | 14 | 14 | 14 | 14 | 14 | 14 | 15 | 13 | 17 | 17 |
| Conquense        | 7  | 1  | 2  | 5  | 10 | 13 | 14 | 16 | 16 | 16 | 13 | 15 | 11 | 12 | 11 | 12 | 13 | 15 | 17 | 18 | 19 | 16 | 16 | 17 | 17 | 15 | 14 | 16 | 18 | 19 | 19 | 18 | 15 | 17 | 18 | 19 | 18 | 18 |
| Peralada         | 9  | 15 | 16 | 18 | 18 | 18 | 19 | 19 | 20 | 19 | 18 | 18 | 19 | 20 | 20 | 20 | 18 | 16 | 13 | 10 | 12 | 14 | 13 | 15 | 16 | 17 | 15 | 13 | 13 | 12 | 12 | 12 | 13 | 13 | 14 | 18 | 19 | 19 |
| Ontinyent        | 15 | 11 | 10 | 6  | 2  | 2  | 4  | 7  | 9  | 10 | 14 | 12 | 14 | 13 | 14 | 16 | 15 | 17 | 18 | 16 | 16 | 17 | 17 | 16 | 15 | 14 | 17 | 17 | 16 | 17 | 20 | 20 | 20 | 20 | 20 | 20 | 20 | 20 |

#### Resultados
| Local \ Visitante         | Alc | AtB | AtL | Bad | Bar | Cas | Con | Cor | Ebr | Eje | Esp | Her | Lle | Olo | Ont | Per | Sab | Ter | Val | Vil |
| ------------------------- | --- | --- | --- | --- | --- | --- | --- | --- | --- | --- | --- | --- | --- | --- | --- | --- | --- | --- | --- | --- |
| C.D. Alcoyano             | —   | 0–0 | 2–3 | 0–1 | 3–1 | 1–1 | 1–1 | 0–2 | 0–1 | 0–0 | 2–2 | 1–0 | 2–1 | 1–1 | 0–0 | 0–0 | 2–1 | 1–1 | 1–1 | 2–2 |
| C.D. Atlético Baleares    | 1–0 | —   | 2–1 | 1–0 | 1–0 | 0–0 | 2–1 | 2–0 | 0–0 | 4–1 | 2–0 | 2–0 | 2–1 | 1–0 | 2–1 | 1–0 | 1–2 | 4–3 | 3–2 | 1–0 |
| Atlético Levante          | 2–0 | 1–2 | —   | 1–2 | 0–0 | 0–0 | 1–1 | 0–0 | 1–2 | 2–0 | 2–2 | 1–1 | 1–1 | 1–0 | 1–0 | 2–2 | 3–1 | 3–0 | 0–1 | 1–3 |
| C.F. Badalona             | 2–1 | 0–0 | 2–1 | —   | 1–2 | 2–0 | 0–0 | 1–0 | 0–1 | 0–0 | 1–3 | 2–1 | 1–1 | 0–0 | 4–1 | 0–1 | 2–0 | 0–0 | 1–0 | 3–2 |
| F.C. Barcelona "B"        | 2–0 | 1–1 | 3–2 | 1–1 | —   | 1–1 | 1–2 | 2–1 | 1–1 | 0–1 | 0–1 | 0–2 | 2–1 | 2–1 | 3–0 | 0–0 | 5–1 | 2–1 | 2–2 | 1–1 |
| C.D. Castellón            | 3–0 | 1–1 | 1–1 | 2–1 | 2–1 | —   | 1–0 | 0–0 | 1–1 | 1–0 | 1–2 | 1–2 | 0–1 | 1–1 | 2–0 | 3–1 | 0–1 | 1–1 | 1–1 | 1–1 |
| U.B. Conquense            | 0–0 | 0–1 | 2–0 | 1–1 | 0–3 | 1–1 | —   | 0–0 | 0–1 | 0–3 | 1–1 | 1–1 | 1–2 | 0–1 | 1–1 | 1–0 | 2–0 | 2–1 | 3–0 | 1–1 |
| U.E. Cornellà             | 1–2 | 2–0 | 1–0 | 1–1 | 2–2 | 2–2 | 2–1 | —   | 3–1 | 2–1 | 0–2 | 0–2 | 0–0 | 3–0 | 1–0 | 0–0 | 1–1 | 2–0 | 3–1 | 2–0 |
| C.D. Ebro                 | 0–0 | 1–3 | 1–1 | 0–0 | 0–1 | 0–0 | 0–0 | 0–2 | —   | 0–0 | 1–1 | 0–1 | 0–0 | 0–0 | 1–0 | 0–2 | 1–3 | 2–1 | 2–1 | 2–0 |
| S.D. Ejea                 | 2–1 | 2–1 | 0–1 | 0–0 | 1–0 | 2–0 | 0–1 | 0–0 | 0–0 | —   | 1–1 | 0–0 | 4–4 | 0–0 | 2–1 | 2–2 | 2–1 | 0–0 | 3–1 | 0–2 |
| R.C.D. Espanyol "B"       | 0–1 | 0–2 | 2–1 | 2–0 | 1–0 | 2–2 | 4–0 | 0–0 | 0–0 | 2–0 | —   | 1–2 | 1–1 | 0–0 | 0–1 | 3–1 | 3–0 | 3–0 | 1–3 | 0–1 |
| Hércules de Alicante C.F. | 0–0 | 0–1 | 0–1 | 1–0 | 0–0 | 1–1 | 1–0 | 1–0 | 2–3 | 2–0 | 1–0 | —   | 0–0 | 1–0 | 2–1 | 1–0 | 2–0 | 0–2 | 2–1 | 2–1 |
| Lleida Esportiu           | 2–0 | 3–2 | 2–0 | 0–0 | 1–2 | 0–1 | 3–0 | 1–1 | 2–1 | 0–1 | 2–3 | 0–1 | —   | 0–1 | 1–0 | 2–0 | 3–2 | 0–2 | 2–0 | 2–1 |
| U.E. Olot                 | 1–1 | 0–0 | 2–2 | 4–0 | 1–1 | 1–1 | 2–0 | 1–1 | 0–0 | 1–0 | 0–1 | 0–0 | 0–1 | —   | 1–0 | 2–1 | 0–2 | 4–1 | 0–3 | 2–2 |
| Ontinyent C.F.            | 0–0 | 1–1 | 0–1 | 0–1 | 0–3 | 2–1 | 1–2 | 1–2 | 0–2 | 1–0 | 0–1 | 1–0 | 0–0 | 0–0 | —   | 0–0 | 3–1 | 0–1 | 2–2 | 1–2 |
| C.F. Peralada             | 2–3 | 2–2 | 0–0 | 1–2 | 2–0 | 2–1 | 1–1 | 2–2 | 1–2 | 2–1 | 2–2 | 0–1 | 1–2 | 0–1 | 0–1 | —   | 2–0 | 0–0 | 1–1 | 0–1 |
| C.E. Sabadell F.C.        | 0–1 | 0–0 | 2–1 | 0–0 | 0–1 | 2–1 | 1–0 | 1–1 | 0–0 | 1–0 | 3–2 | 2–1 | 1–0 | 0–0 | 0–2 | 2–2 | —   | 2–0 | 0–1 | 1–1 |
| C.D. Teruel               | 4–1 | 1–1 | 2–1 | 0–0 | 1–0 | 0–0 | 0–0 | 0–2 | 4–1 | 0–0 | 0–4 | 0–0 | 0–0 | 1–4 | 1–1 | 0–1 | 2–0 | —   | 1–0 | 0–2 |
| Valencia C.F. Mestalla    | 2–3 | 1–1 | 0–1 | 2–4 | 1–0 | 1–0 | 2–2 | 1–2 | 2–0 | 2–1 | 1–1 | 0–0 | 2–3 | 2–0 | 1–0 | 0–1 | 1–1 | 1–1 | —   | 0–1 |
| Villarreal C.F. "B"       | 2–0 | 2–1 | 1–0 | 1–0 | 2–1 | 0–0 | 3–2 | 0–0 | 1–2 | 0–0 | 3–1 | 1–2 | 3–1 | 1–2 | 0–0 | 3–3 | 4–1 | 3–0 | 0–1 | —   |

#### Máximos goleadores
| Pos. | Jugador             | Club         | Goles |
| ---- | ------------------- | ------------ | ----- |
| 1.ª  | Pedro Martín        | Lleida       | 16    |
| 2.ª  | Víctor Campuzano    | Espanyol B   | 15    |
| 3.ª  | Juanto Ortuño       | Lleida       | 14    |
| 3.ª  | Jairo Cárcaba       | Castellón    | 14    |
| 5.ª  | Simón Moreno        | Villarreal B | 13    |
| 6.ª  | Carlos Martínez     | Hércules     | 11    |
| 7.ª  | Nuha Marong         | Baleares     | 10    |
| 7.ª  | Cristian Dieste     | Teruel       | 10    |
| 9.ª  | Raúl González       | Ebro         | 9     |
| 9.ª  | Fran Navarro        | Mestalla     | 9     |
| 9.ª  | Carles Pérez        | Barça B      | 9     |
| 12.ª | Marcos De La Espada | Baleares     | 8     |
| 12.ª | César Díaz          | Castellón    | 8     |
| 12.ª | Mohamed Ezzarfani   | Espanyol B   | 8     |
| 15.ª | Héctor Simón        | Olot         | 7     |
| 15.ª | Marc Mas            | Olot         | 7     |
| 15.ª | Adrià de Mesa       | Ejea         | 7     |
| 15.ª | Pau Miguélez        | Peralada     | 7     |
| 15.ª | Mario González      | Villarreal B | 7     |
| 15.ª | Rafa Mújica         | Barça B      | 7     |

## Grupo IV

#### Clasificación
| Pos. | Equipo               | Pts. | PJ | G  | E  | P  | GF | GC | Dif. | Notas                                                 |
| ---- | -------------------- | ---- | -- | -- | -- | -- | -- | -- | ---- | ----------------------------------------------------- |
| 1    | Recreativo           | 78   | 38 | 23 | 9  | 6  | 50 | 23 | +27  | Promoción de ascenso para campeones y Copa del Rey    |
| 2    | Cartagena            | 75   | 38 | 22 | 9  | 7  | 62 | 27 | +35  | Promoción de ascenso para no campeones y Copa del Rey |
| 3    | Melilla              | 72   | 38 | 21 | 9  | 8  | 55 | 32 | +23  | Promoción de ascenso para no campeones y Copa del Rey |
| 4    | Badajoz              | 66   | 38 | 19 | 9  | 10 | 44 | 31 | +13  | Promoción de ascenso para no campeones y Copa del Rey |
| 5    | UCAM Murcia          | 66   | 38 | 20 | 6  | 12 | 54 | 40 | +14  | Copa del Rey                                          |
| 6    | Ibiza                | 63   | 38 | 17 | 12 | 9  | 41 | 31 | +10  | Copa del Rey                                          |
| 7    | Marbella             | 60   | 38 | 17 | 9  | 12 | 42 | 33 | +9   | Copa del Rey                                          |
| 8    | San Fernando         | 60   | 38 | 17 | 9  | 12 | 44 | 36 | +8   | Copa Federación                                       |
| 9    | Talavera de la Reina | 50   | 38 | 14 | 8  | 16 | 34 | 34 | 0    | Copa Federación                                       |
| 10   | Sevilla Atlético     | 48   | 38 | 13 | 9  | 16 | 37 | 46 | −9   |                                                       |
| 11   | Real Murcia          | 48   | 38 | 11 | 15 | 12 | 32 | 32 | 0    | Copa Federación                                       |
| 12   | R.B. Linense         | 46   | 38 | 11 | 13 | 14 | 33 | 33 | 0    | Copa Federación                                       |
| 13   | Atlético Sanluqueño  | 46   | 38 | 12 | 10 | 16 | 32 | 48 | −16  |                                                       |
| 14   | Recreativo Granada   | 45   | 38 | 11 | 12 | 15 | 37 | 42 | −5   |                                                       |
| 15   | Don Benito           | 44   | 38 | 11 | 11 | 16 | 38 | 49 | −11  |                                                       |
| 16   | Jumilla              | 43   | 38 | 11 | 10 | 17 | 31 | 42 | −11  | Promoción de permanencia                              |
| 17   | El Ejido             | 39   | 38 | 10 | 9  | 19 | 29 | 47 | −18  | Descenso a Tercera División                           |
| 18   | Villanovense         | 38   | 38 | 7  | 17 | 14 | 32 | 40 | −8   | Descenso a Tercera División                           |
| 19   | Atlético Malagueño   | 29   | 38 | 7  | 8  | 23 | 27 | 54 | −27  | Descenso a Tercera División                           |
| 20   | Almería B            | 23   | 38 | 5  | 8  | 25 | 27 | 61 | −34  | Descenso a Tercera División                           |

 Fuente: BDFútbol resultados-futbol
Criterios de clasificación: 1) puntos; 2) puntos en enfrentamientos directos; 3) diferencia de goles en enfrentamientos directos; 4) diferencia de goles; 5) goles marcados; 6) juego limpio en caso de empate de más de dos equipos

#### Evolución de la clasificación
| Equipo / Jornada | 1  | 2  | 3  | 4  | 5  | 6  | 7  | 8  | 9  | 10 | 11 | 12 | 13 | 14 | 15 | 16 | 17 | 18 | 19 | 20 | 21 | 22 | 23 | 24 | 25 | 26 | 27 | 28 | 29 | 30 | 31 | 32 | 33 | 34 | 35 | 36 | 37 | 38 |
| Equipo / Jornada |    |    |    |    |    |    |    |    |    |    |    |    |    |    |    |    |    |    |    |    |    |    |    |    |    |    |    |    |    |    |    |    |    |    |    |    |    |    |
| ---------------- | -- | -- | -- | -- | -- | -- | -- | -- | -- | -- | -- | -- | -- | -- | -- | -- | -- | -- | -- | -- | -- | -- | -- | -- | -- | -- | -- | -- | -- | -- | -- | -- | -- | -- | -- | -- | -- | -- |
| Rec.Huelva       | 8  | 1  | 2  | 4  | 8  | 12 | 13 | 7  | 7  | 9  | 8  | 8  | 8  | 6  | 6  | 7  | 8  | 7  | 6  | 5  | 4  | 5  | 5  | 5  | 4  | 4  | 3  | 2  | 2  | 3  | 3  | 3  | 2  | 2  | 2  | 2  | 1  | 1  |
| Cartagena        | 11 | 16 | 17 | 18 | 14 | 10 | 6  | 10 | 9  | 5  | 5  | 4  | 3  | 3  | 3  | 3  | 3  | 3  | 1  | 1  | 1  | 1  | 1  | 1  | 1  | 1  | 1  | 1  | 1  | 1  | 2  | 2  | 3  | 3  | 3  | 3  | 3  | 2  |
| Melilla          | 6  | 5  | 1  | 1  | 1  | 2  | 1  | 1  | 1  | 2  | 2  | 2  | 1  | 1  | 1  | 1  | 1  | 2  | 3  | 3  | 3  | 3  | 3  | 2  | 3  | 3  | 4  | 4  | 3  | 2  | 1  | 1  | 1  | 1  | 1  | 1  | 2  | 3  |
| Badajoz          | 4  | 11 | 10 | 7  | 6  | 11 | 12 | 14 | 16 | 14 | 10 | 13 | 10 | 12 | 13 | 14 | 12 | 11 | 10 | 9  | 10 | 10 | 9  | 8  | 6  | 8  | 8  | 7  | 7  | 6  | 6  | 6  | 5  | 4  | 4  | 4  | 4  | 4  |
| UCAM             | 16 | 12 | 5  | 2  | 2  | 4  | 2  | 2  | 2  | 1  | 1  | 1  | 2  | 2  | 2  | 2  | 2  | 1  | 2  | 2  | 2  | 2  | 2  | 4  | 2  | 2  | 2  | 3  | 4  | 4  | 4  | 4  | 4  | 5  | 5  | 5  | 5  | 5  |
| Ibiza            | 10 | 14 | 12 | 15 | 16 | 15 | 16 | 18 | 13 | 12 | 12 | 10 | 12 | 14 | 12 | 12 | 9  | 9  | 8  | 8  | 7  | 7  | 8  | 6  | 7  | 7  | 7  | 8  | 8  | 8  | 8  | 7  | 7  | 7  | 7  | 7  | 6  | 6  |
| Marbella         | 13 | 7  | 14 | 8  | 12 | 7  | 8  | 11 | 12 | 15 | 16 | 15 | 13 | 15 | 15 | 13 | 15 | 16 | 17 | 14 | 12 | 11 | 11 | 10 | 10 | 10 | 10 | 9  | 9  | 9  | 9  | 8  | 8  | 8  | 8  | 8  | 7  | 7  |
| S.Fernando       | 7  | 6  | 11 | 12 | 13 | 9  | 10 | 6  | 5  | 3  | 3  | 3  | 4  | 5  | 4  | 5  | 5  | 5  | 4  | 4  | 5  | 4  | 4  | 3  | 5  | 5  | 5  | 5  | 5  | 5  | 5  | 5  | 6  | 6  | 6  | 6  | 8  | 8  |
| Talavera         | 19 | 8  | 3  | 10 | 10 | 5  | 4  | 3  | 4  | 6  | 4  | 5  | 6  | 7  | 9  | 11 | 13 | 13 | 13 | 10 | 11 | 12 | 12 | 12 | 12 | 11 | 12 | 11 | 10 | 10 | 10 | 10 | 10 | 9  | 9  | 9  | 9  | 9  |
| Sevilla At.      | 18 | 19 | 16 | 17 | 18 | 18 | 18 | 15 | 15 | 17 | 15 | 12 | 16 | 16 | 17 | 17 | 17 | 17 | 16 | 17 | 15 | 17 | 16 | 16 | 15 | 13 | 13 | 13 | 13 | 12 | 11 | 12 | 11 | 12 | 12 | 12 | 12 | 10 |
| Murcia           | 3  | 3  | 8  | 9  | 5  | 3  | 5  | 5  | 3  | 4  | 7  | 7  | 7  | 9  | 11 | 8  | 6  | 6  | 7  | 7  | 6  | 6  | 7  | 9  | 9  | 9  | 9  | 10 | 11 | 11 | 12 | 11 | 12 | 11 | 11 | 11 | 10 | 11 |
| Linense          | 5  | 2  | 7  | 3  | 7  | 8  | 9  | 12 | 10 | 8  | 9  | 6  | 5  | 4  | 5  | 4  | 4  | 4  | 5  | 6  | 8  | 8  | 6  | 7  | 8  | 6  | 6  | 6  | 6  | 7  | 7  | 9  | 9  | 10 | 10 | 10 | 11 | 12 |
| At.Sanluqueño    | 12 | 10 | 4  | 5  | 3  | 6  | 7  | 8  | 8  | 10 | 11 | 14 | 11 | 13 | 14 | 15 | 16 | 15 | 15 | 16 | 17 | 15 | 17 | 18 | 17 | 18 | 17 | 16 | 15 | 14 | 14 | 14 | 15 | 16 | 14 | 16 | 15 | 13 |
| Rec.Granada      | 1  | 9  | 9  | 6  | 4  | 1  | 3  | 4  | 6  | 7  | 6  | 9  | 9  | 10 | 7  | 6  | 7  | 8  | 11 | 12 | 13 | 13 | 14 | 13 | 13 | 14 | 14 | 14 | 14 | 15 | 16 | 16 | 17 | 17 | 15 | 13 | 16 | 14 |
| Don Benito       | 15 | 18 | 19 | 14 | 17 | 14 | 17 | 17 | 19 | 19 | 19 | 19 | 18 | 18 | 18 | 18 | 18 | 19 | 18 | 18 | 18 | 18 | 18 | 17 | 16 | 15 | 15 | 15 | 16 | 16 | 15 | 15 | 13 | 13 | 13 | 14 | 13 | 15 |
| Jumilla          | 9  | 4  | 6  | 13 | 15 | 13 | 14 | 9  | 11 | 11 | 13 | 11 | 14 | 8  | 10 | 9  | 10 | 10 | 9  | 11 | 9  | 9  | 10 | 11 | 11 | 12 | 11 | 12 | 12 | 13 | 13 | 13 | 14 | 15 | 17 | 15 | 14 | 16 |
| El Ejido         | 20 | 13 | 15 | 11 | 11 | 17 | 11 | 13 | 14 | 13 | 14 | 16 | 15 | 11 | 8  | 10 | 11 | 12 | 12 | 13 | 14 | 14 | 15 | 15 | 18 | 17 | 18 | 18 | 18 | 18 | 18 | 18 | 18 | 18 | 18 | 18 | 18 | 17 |
| Villanovense     | 14 | 17 | 18 | 19 | 19 | 19 | 19 | 19 | 17 | 18 | 18 | 18 | 17 | 17 | 16 | 16 | 14 | 14 | 14 | 15 | 16 | 16 | 13 | 14 | 14 | 16 | 16 | 17 | 17 | 17 | 17 | 17 | 16 | 14 | 16 | 17 | 17 | 18 |
| At.Malagueño     | 17 | 20 | 20 | 20 | 20 | 20 | 20 | 20 | 20 | 20 | 20 | 20 | 20 | 20 | 20 | 20 | 20 | 20 | 20 | 20 | 20 | 20 | 20 | 20 | 20 | 20 | 20 | 20 | 19 | 19 | 19 | 19 | 19 | 19 | 19 | 19 | 19 | 19 |
| Almería "B"      | 2  | 15 | 13 | 16 | 9  | 16 | 15 | 16 | 18 | 16 | 17 | 17 | 19 | 19 | 19 | 19 | 19 | 18 | 19 | 19 | 19 | 19 | 19 | 19 | 19 | 19 | 19 | 19 | 20 | 20 | 20 | 20 | 20 | 20 | 20 | 20 | 20 | 20 |

#### Resultados
| Local \ Visitante         | Alm | AtM | AtS | Bad | Car | Don | Eji | Ibi | Jum | Lin | Mar | Mel | Mur | RcG | RcH | San | Sev | Tal | UCA | Vil |
| ------------------------- | --- | --- | --- | --- | --- | --- | --- | --- | --- | --- | --- | --- | --- | --- | --- | --- | --- | --- | --- | --- |
| U.D. Almería "B"          | —   | 1–0 | 1–0 | 1–2 | 2–2 | 4–1 | 2–0 | 0–1 | 0–1 | 0–0 | 2–1 | 1–4 | 1–3 | 0–0 | 1–2 | 1–2 | 1–5 | 2–2 | 0–1 | 0–0 |
| Atlético Malagueño        | 2–0 | —   | 2–1 | 2–2 | 0–2 | 0–2 | 1–1 | 1–1 | 0–0 | 0–1 | 0–1 | 0–1 | 1–0 | 0–1 | 0–1 | 0–1 | 3–0 | 0–1 | 0–3 | 2–4 |
| Atlético Sanluqueño C.F.  | 2–1 | 1–1 | —   | 1–0 | 3–1 | 2–1 | 2–1 | 0–1 | 1–0 | 0–0 | 2–0 | 0–1 | 1–2 | 1–1 | 0–3 | 1–2 | 1–0 | 1–0 | 0–4 | 2–2 |
| C.D. Badajoz              | 1–1 | 4–0 | 4–0 | —   | 1–0 | 2–1 | 2–2 | 1–0 | 1–0 | 0–2 | 0–0 | 1–0 | 0–0 | 1–0 | 0–1 | 2–0 | 2–0 | 0–0 | 1–0 | 2–1 |
| F.C. Cartagena            | 4–1 | 3–1 | 3–0 | 1–0 | —   | 4–0 | 3–0 | 6–0 | 1–0 | 1–0 | 2–0 | 0–2 | 1–1 | 2–3 | 0–0 | 2–0 | 0–0 | 1–0 | 1–2 | 1–1 |
| C.D. Don Benito           | 1–0 | 2–0 | 2–2 | 1–2 | 0–0 | —   | 0–1 | 2–2 | 2–0 | 2–2 | 0–1 | 0–0 | 0–0 | 1–2 | 0–2 | 4–3 | 0–1 | 0–1 | 1–1 | 2–2 |
| C.D. El Ejido 2012        | 2–0 | 0–0 | 0–2 | 0–2 | 1–0 | 0–1 | —   | 0–0 | 2–2 | 3–2 | 0–0 | 1–1 | 0–2 | 2–0 | 0–1 | 0–2 | 1–0 | 0–1 | 2–0 | 2–1 |
| U.D. Ibiza-Eivissa        | 2–1 | 2–1 | 0–1 | 0–1 | 1–0 | 0–1 | 1–3 | —   | 4–1 | 0–0 | 4–0 | 2–1 | 3–2 | 1–1 | 1–0 | 1–1 | 2–0 | 1–0 | 2–0 | 0–0 |
| F.C. Jumilla              | 1–0 | 0–0 | 2–1 | 3–0 | 1–3 | 0–2 | 1–0 | 0–0 | —   | 2–1 | 1–2 | 0–0 | 1–2 | 0–0 | 0–1 | 0–1 | 1–2 | 1–0 | 1–3 | 1–1 |
| R.B. Linense              | 0–0 | 2–0 | 1–0 | 1–1 | 0–1 | 1–3 | 3–0 | 0–0 | 1–1 | —   | 3–0 | 1–2 | 0–0 | 1–0 | 2–0 | 0–1 | 1–1 | 0–1 | 0–2 | 1–1 |
| Marbella F.C.             | 2–0 | 3–1 | 1–0 | 0–0 | 0–2 | 4–0 | 1–2 | 3–1 | 0–3 | 2–0 | —   | 2–0 | 0–0 | 0–2 | 1–0 | 2–0 | 4–0 | 2–0 | 2–0 | 2–1 |
| U.D. Melilla              | 4–0 | 2–1 | 4–0 | 2–1 | 1–2 | 3–0 | 1–0 | 0–1 | 2–0 | 3–1 | 2–1 | —   | 1–2 | 1–1 | 1–1 | 3–1 | 2–1 | 1–0 | 2–2 | 0–0 |
| Real Murcia C.F.          | 0–0 | 2–0 | 1–0 | 0–0 | 1–2 | 0–1 | 1–1 | 1–0 | 1–1 | 0–2 | 1–1 | 2–0 | —   | 0–1 | 2–2 | 1–1 | 0–0 | 1–0 | 0–1 | 0–0 |
| Recreativo Granada        | 3–2 | 0–0 | 0–0 | 0–2 | 0–2 | 0–1 | 1–1 | 0–3 | 0–1 | 3–2 | 0–0 | 5–1 | 1–2 | —   | 0–2 | 1–1 | 1–2 | 4–1 | 0–1 | 2–1 |
| R.C. Recreativo de Huelva | 2–0 | 2–1 | 1–1 | 2–1 | 0–0 | 1–0 | 2–0 | 0–0 | 1–1 | 1–0 | 0–0 | 0–1 | 2–0 | 2–1 | —   | 1–1 | 2–1 | 1–0 | 0–1 | 1–0 |
| San Fernando C.D.         | 1–0 | 1–2 | 2–2 | 1–0 | 1–2 | 2–1 | 2–1 | 2–0 | 0–1 | 0–1 | 2–0 | 0–0 | 2–1 | 0–0 | 1–0 | —   | 3–0 | 1–2 | 2–0 | 2–0 |
| Sevilla Atlético          | 1–0 | 2–3 | 0–0 | 2–1 | 0–1 | 1–1 | 1–0 | 0–1 | 3–1 | 2–0 | 1–1 | 0–0 | 2–0 | 1–1 | 1–2 | 2–1 | —   | 0–0 | 2–1 | 2–1 |
| C.F. Talavera de la Reina | 2–0 | 0–1 | 3–0 | 4–0 | 2–2 | 0–0 | 2–0 | 0–2 | 2–0 | 0–0 | 0–3 | 0–1 | 1–0 | 0–2 | 2–3 | 0–0 | 2–1 | —   | 0–0 | 1–0 |
| UCAM Murcia C.F.          | 2–0 | 3–1 | 0–0 | 1–2 | 1–3 | 2–1 | 3–0 | 1–1 | 1–2 | 0–1 | 1–0 | 1–3 | 2–1 | 3–0 | 1–5 | 2–1 | 3–0 | 2–1 | —   | 2–1 |
| C.F. Villanovense         | 2–1 | 1–0 | 0–1 | 1–2 | 1–1 | 1–1 | 1–0 | 0–0 | 1–0 | 0–0 | 0–0 | 1–2 | 0–0 | 1–0 | 1–3 | 0–0 | 2–0 | 1–3 | 1–1 | —   |

#### Máximos goleadores
| Pos. | Jugador            | Club         | Goles |
| ---- | ------------------ | ------------ | ----- |
| 1.ª  | Elady Zorrilla     | Cartagena    | 19    |
| 2.ª  | Caye Quintana      | Rec. Huelva  | 16    |
| 3.ª  | Óscar García       | Melilla      | 14    |
| 4.ª  | Juanma García      | Marbella     | 12    |
| 5.ª  | Sergio Cirio       | Ibiza        | 11    |
| 5.ª  | Manuel Onwu        | UCAM Murcia  | 11    |
| 5.ª  | Isaac Aketxe       | Cartagena    | 11    |
| 8.ª  | Abel Molinero      | Talavera     | 10    |
| 8.ª  | Eder Díez          | Badajoz      | 10    |
| 8.ª  | Francis Ferrón     | Badajoz      | 10    |
| 8.ª  | Yacine Qasmi       | Melilla      | 10    |
| 12.ª | Luis Fernández     | UCAM Murcia  | 9     |
| 12.ª | Juan Carlos Menudo | Melilla      | 9     |
| 12.ª | Ángel Rodado       | Ibiza        | 9     |
| 15.ª | Pedro Ríos         | San Fernando | 8     |
| 15.ª | Dani Aquino        | Murcia       | 8     |
| 15.ª | Pau Franch         | San Fernando | 8     |
| 15.ª | José Antonio Ruiz  | Linense      | 8     |
| 15.ª | Gastón Cellerino   | Linense      | 8     |
| 15.ª | Carlos Álvarez     | Jumilla      | 8     |

## Tabla General
| Pos.                                                                   | Equipo                     | Grupo | Ptos. | PJ | G  | E  | P  | GF | GC | Dif. | Notas                                                 |
| ---------------------------------------------------------------------- | -------------------------- | ----- | ----- | -- | -- | -- | -- | -- | -- | ---- | ----------------------------------------------------- |
| 1                                                                      | Racing de Santander        | II    | 78    | 38 | 22 | 12 | 4  | 66 | 25 | +41  | Promoción de ascenso para campeones y Copa del Rey    |
| 2                                                                      | Recreativo de Huelva       | IV    | 78    | 38 | 23 | 9  | 6  | 50 | 23 | +27  | Promoción de ascenso para campeones y Copa del Rey    |
| 3                                                                      | Atlético Baleares          | III   | 75    | 38 | 21 | 12 | 5  | 52 | 30 | +22  | Promoción de ascenso para campeones y Copa del Rey    |
| 4                                                                      | Fuenlabrada                | I     | 71    | 38 | 20 | 11 | 7  | 49 | 21 | +28  | Promoción de ascenso para campeones y Copa del Rey    |
| ↑ Campeones de Grupo ↑                                                 |                            |       |       |    |    |    |    |    |    |      |                                                       |
| 5                                                                      | Cartagena                  | IV    | 75    | 38 | 22 | 9  | 7  | 62 | 27 | +35  | Promoción de ascenso para no campeones y Copa del Rey |
| 6                                                                      | Melilla                    | IV    | 72    | 38 | 21 | 9  | 8  | 55 | 32 | +23  | Promoción de ascenso para no campeones y Copa del Rey |
| 7                                                                      | UD Logroñés                | II    | 72    | 38 | 20 | 12 | 6  | 44 | 22 | +22  | Promoción de ascenso para no campeones y Copa del Rey |
| 8                                                                      | Ponferradina               | I     | 69    | 38 | 19 | 12 | 7  | 55 | 27 | +28  | Promoción de ascenso para no campeones y Copa del Rey |
| 9                                                                      | Mirandés                   | II    | 69    | 38 | 19 | 12 | 7  | 53 | 32 | +21  | Promoción de ascenso para no campeones y Copa del Rey |
| 10                                                                     | Atlético Madrid B          | I     | 68    | 38 | 19 | 11 | 8  | 57 | 32 | +25  | Promoción de ascenso para no campeones                |
| 11                                                                     | Hércules                   | III   | 67    | 38 | 19 | 10 | 9  | 36 | 24 | +12  | Promoción de ascenso para no campeones y Copa del Rey |
| 12                                                                     | Badajoz                    | IV    | 66    | 38 | 19 | 9  | 10 | 44 | 31 | +13  | Promoción de ascenso para no campeones y Copa del Rey |
| 13                                                                     | Real Madrid Castilla       | I     | 65    | 38 | 18 | 11 | 9  | 62 | 45 | +17  | Promoción de ascenso para no campeones                |
| 14                                                                     | Villarreal B               | III   | 62    | 38 | 17 | 11 | 10 | 54 | 39 | +15  | Promoción de ascenso para no campeones                |
| 15                                                                     | Cornellá                   | III   | 61    | 38 | 15 | 16 | 7  | 44 | 29 | +15  | Promoción de ascenso para no campeones y Copa del Rey |
| 16                                                                     | Barakaldo                  | II    | 61    | 38 | 18 | 7  | 13 | 41 | 40 | +1   | Promoción de ascenso para no campeones y Copa del Rey |
| ↑ Equipos que clasifican a la promoción de ascenso sin ser campeones ↑ |                            |       |       |    |    |    |    |    |    |      |                                                       |
| 17                                                                     | UCAM Murcia                | IV    | 66    | 38 | 20 | 6  | 12 | 54 | 40 | +14  | Copa del Rey                                          |
| 18                                                                     | Cultural Leonesa           | I     | 65    | 38 | 17 | 14 | 7  | 56 | 34 | +22  | Copa del Rey                                          |
| 19                                                                     | Ibiza                      | IV    | 63    | 38 | 17 | 12 | 9  | 41 | 31 | +10  | Copa del Rey                                          |
| 20                                                                     | Pontevedra                 | I     | 62    | 38 | 18 | 8  | 12 | 45 | 38 | +7   | Copa del Rey                                          |
| 21                                                                     | Espanyol B                 | III   | 60    | 38 | 16 | 12 | 10 | 55 | 38 | +17  |                                                       |
| 22                                                                     | Marbella                   | IV    | 60    | 38 | 17 | 9  | 12 | 42 | 33 | +9   | Copa del Rey                                          |
| 23                                                                     | San Fernando               | IV    | 60    | 38 | 17 | 9  | 12 | 44 | 36 | +8   | Copa Federación                                       |
| 24                                                                     | Oviedo B                   | II    | 59    | 38 | 15 | 14 | 9  | 55 | 45 | +10  |                                                       |
| 25                                                                     | Guijuelo                   | I     | 59    | 38 | 17 | 8  | 13 | 35 | 33 | +2   | Copa del Rey                                          |
| 26                                                                     | Bilbao Athletic            | II    | 57    | 38 | 16 | 9  | 13 | 67 | 45 | +22  |                                                       |
| 27                                                                     | San Sebastián de los Reyes | I     | 56    | 38 | 15 | 11 | 12 | 54 | 45 | +9   | Copa del Rey                                          |
| 28                                                                     | Lleida Esportiu            | III   | 56    | 38 | 15 | 11 | 12 | 46 | 39 | +7   | Copa del Rey                                          |
| 29                                                                     | Badalona                   | III   | 56    | 38 | 14 | 14 | 10 | 36 | 32 | +4   | Copa del Rey                                          |
| 30                                                                     | Barcelona B                | III   | 53    | 38 | 14 | 11 | 13 | 47 | 39 | +8   |                                                       |
| 31                                                                     | Leioa                      | II    | 53    | 38 | 12 | 17 | 9  | 43 | 40 | +3   | Copa del Rey                                          |
| 32                                                                     | Amorebieta                 | II    | 53    | 38 | 14 | 11 | 13 | 44 | 45 | −1   | Copa del Rey                                          |
| 33                                                                     | Unionistas                 | I     | 52    | 38 | 12 | 16 | 10 | 39 | 37 | +2   | Copa del Rey                                          |
| 34                                                                     | Ebro                       | III   | 52    | 38 | 12 | 16 | 10 | 30 | 34 | −4   | Copa del Rey                                          |
| 35                                                                     | Langreo                    | II    | 52    | 38 | 15 | 7  | 16 | 43 | 48 | −5   | Copa del Rey                                          |
| 36                                                                     | Coruxo                     | I     | 50    | 38 | 11 | 17 | 10 | 38 | 41 | −3   | Copa Federación                                       |
| 37                                                                     | Talavera de la Reina       | IV    | 50    | 38 | 14 | 8  | 16 | 34 | 34 | 0    | Copa Federación                                       |
| 38                                                                     | Calahorra                  | II    | 50    | 38 | 13 | 11 | 14 | 45 | 52 | −7   | Copa Federación                                       |
| 39                                                                     | Sporting de Gijón B        | II    | 49    | 38 | 13 | 10 | 15 | 42 | 43 | −1   |                                                       |
| 40                                                                     | Valladolid B               | I     | 49    | 38 | 12 | 13 | 13 | 33 | 40 | −7   |                                                       |
| 41                                                                     | Salamanca                  | I     | 49    | 38 | 12 | 13 | 13 | 40 | 42 | −2   | Copa Federación                                       |
| 42                                                                     | Olot                       | III   | 48    | 38 | 10 | 18 | 10 | 33 | 31 | +2   | Copa del Rey                                          |
| 43                                                                     | Burgos                     | I     | 48    | 38 | 12 | 12 | 14 | 28 | 32 | −4   | Copa Federación                                       |
| 44                                                                     | Internacional              | I     | 48    | 38 | 12 | 12 | 14 | 47 | 54 | −7   | Copa Federación                                       |
| 45                                                                     | Las Palmas Atlético        | I     | 48    | 38 | 12 | 12 | 14 | 26 | 33 | −7   |                                                       |
| 46                                                                     | Sevilla Atlético           | IV    | 48    | 38 | 13 | 9  | 16 | 37 | 46 | −9   |                                                       |
| 47                                                                     | Real Murcia                | IV    | 48    | 38 | 11 | 15 | 12 | 32 | 32 | 0    | Copa Federación                                       |
| 48                                                                     | Linense                    | IV    | 46    | 38 | 11 | 13 | 14 | 33 | 33 | 0    | Copa Federación                                       |
| 49                                                                     | Atlético Sanluqueño        | IV    | 46    | 38 | 12 | 10 | 16 | 32 | 48 | −16  |                                                       |
| 50                                                                     | Real Sociedad B            | II    | 45    | 38 | 12 | 9  | 17 | 47 | 42 | +5   |                                                       |
| 51                                                                     | Atlético Levante           | III   | 45    | 38 | 11 | 12 | 15 | 41 | 43 | −2   |                                                       |
| 52                                                                     | Recreativo Granada         | IV    | 45    | 38 | 11 | 12 | 15 | 37 | 42 | −5   |                                                       |
| 53                                                                     | Tudelano                   | II    | 45    | 38 | 10 | 15 | 13 | 33 | 42 | −9   | Copa Federación                                       |
| 54                                                                     | Arenas                     | II    | 45    | 38 | 11 | 12 | 15 | 33 | 40 | −7   |                                                       |
| 55                                                                     | Izarra                     | II    | 45    | 38 | 9  | 18 | 11 | 33 | 44 | −11  | Copa Federación                                       |
| 56                                                                     | Sabadell                   | III   | 45    | 38 | 12 | 9  | 17 | 36 | 53 | −17  | Copa Federación                                       |
| 57                                                                     | Valencia Mestalla          | III   | 44    | 38 | 11 | 11 | 16 | 44 | 50 | −6   |                                                       |
| 58                                                                     | Ejea                       | III   | 44    | 38 | 10 | 14 | 14 | 30 | 36 | −6   |                                                       |
| 59                                                                     | Castellon                  | III   | 44    | 38 | 8  | 20 | 10 | 36 | 36 | 0    | Copa Federación                                       |
| 60                                                                     | Don Benito                 | IV    | 44    | 38 | 11 | 11 | 16 | 38 | 49 | −11  |                                                       |
| ↓ Equipos que clasifican a la promoción de permanencia ↓               |                            |       |       |    |    |    |    |    |    |      |                                                       |
| 61                                                                     | Celta B                    | I     | 46    | 38 | 12 | 10 | 16 | 45 | 48 | −3   | Promoción de permanencia                              |
| 62                                                                     | Real Unión                 | II    | 44    | 38 | 9  | 17 | 12 | 39 | 44 | −5   | Promoción de permanencia                              |
| 63                                                                     | Jumilla                    | IV    | 43    | 38 | 11 | 10 | 17 | 31 | 42 | −11  | Promoción de permanencia                              |
| 64                                                                     | Alcoyano                   | III   | 43    | 38 | 9  | 16 | 13 | 33 | 45 | −12  | Promoción de permanencia                              |
| ↓ Equipos que descienden a Tercera División ↓                          |                            |       |       |    |    |    |    |    |    |      |                                                       |
| 65                                                                     | Gernika                    | II    | 42    | 38 | 8  | 18 | 12 | 32 | 42 | −10  | Descenso a Tercera División                           |
| 66                                                                     | Teruel                     | III   | 41    | 38 | 9  | 14 | 15 | 32 | 48 | −16  | Descenso a Tercera División                           |
| 67                                                                     | Conquense                  | III   | 39    | 38 | 8  | 15 | 15 | 31 | 44 | −13  | Descenso a Tercera División                           |
| 68                                                                     | Peralada                   | III   | 39    | 38 | 8  | 15 | 15 | 38 | 45 | −7   | Descenso a Tercera División                           |
| 69                                                                     | El Ejido                   | IV    | 39    | 38 | 10 | 9  | 19 | 29 | 47 | −18  | Descenso a Tercera División                           |
| 70                                                                     | Vilanovense                | IV    | 38    | 38 | 7  | 17 | 14 | 32 | 40 | −8   | Descenso a Tercera División                           |
| 71                                                                     | Rápido Bourzas             | I     | 38    | 38 | 10 | 8  | 20 | 28 | 55 | −27  | Descenso a Tercera División                           |
| 72                                                                     | Unión Adarve               | I     | 36    | 38 | 9  | 9  | 20 | 42 | 62 | −20  | Descenso a Tercera División                           |
| 73                                                                     | Vitoria                    | II    | 35    | 38 | 7  | 14 | 17 | 34 | 51 | −17  | Descenso a Tercera División                           |
| 74                                                                     | Gimnástica Torrelavega     | II    | 32    | 38 | 6  | 14 | 18 | 25 | 44 | −19  | Descenso a Tercera División                           |
| 75                                                                     | Cultural Durango           | II    | 30    | 38 | 7  | 9  | 22 | 32 | 65 | −33  | Descenso a Tercera División                           |
| 76                                                                     | Atlético Malagueño         | IV    | 29    | 38 | 7  | 8  | 23 | 27 | 54 | −27  | Descenso a Tercera División                           |
| 77                                                                     | Navalcarnero               | I     | 25    | 38 | 6  | 7  | 25 | 37 | 70 | −33  | Descenso a Tercera División                           |
| 78                                                                     | Ciudad Fabril              | I     | 24    | 38 | 5  | 9  | 24 | 28 | 55 | −27  | Descenso a Tercera División                           |
| 79                                                                     | Almería B                  | IV    | 23    | 38 | 5  | 8  | 25 | 27 | 61 | −34  | Descenso a Tercera División                           |
| 80                                                                     | Ontinyent                  | III   | 0     | 38 | 7  | 11 | 20 | 23 | 42 | −19  | Descenso a Tercera División                           |

## Promoción de ascenso a Segunda División
- Se clasifican los siguientes equipos a la promoción de ascenso:

| Pos                                                                                                   | Grupo 1                | Grupo 2             | Grupo 3                    | Grupo 4                   |
| --- | ---------------------- | ------------------- | -------------------------- | ------------------------- |
| 1º | C. F. Fuenlabrada      | Racing de Santander | C. D. Atlético Baleares    | R.C. Recreativo de Huelva |
| 2º | S. D. Ponferradina     | U. D. Logroñés      | Hércules de Alicante C. F. | F. C. Cartagena           |
| 3º | Atlético de Madrid "B" | C. D. Mirandés      | Villarreal C. F. "B"       | U. D. Melilla             |
| 4º | Real Madrid Castilla   | Barakaldo C. F.     | U. E. Cornellà             | C. D. Badajoz             |
| En negrita, equipos que ascienden a Segunda División. En cursiva, equipos eliminados de la promoción. |                        |                     |                            |                           |

## Promoción de permanencia
- Se clasifican los siguientes equipos a la promoción de permanencia:

| R. C. Celta de Vigo "B"                               | Real Unión Club | C. D. Alcoyano | F. C. Jumilla |
| En negrita equipos que descienden a Tercera División. |                 |                |               |

## Resumen
Ascienden a Segunda división:
| - Club de Fútbol Fuenlabrada | - Club Deportivo Mirandés | - Sociedad Deportiva Ponferradina | - Real Racing Club de Santander |

Descienden a Tercera división: 
| Grupo I - Club Rápido de Bouzas - Agrupación Deportiva Unión Adarve - Club Deportivo Artístico Navalcarnero - Real Club Deportivo Fabril | Grupo II - Sociedad Deportiva Gernika Club - Club Deportivo Vitoria - Real Sociedad Gimnástica de Torrelavega - Sociedad Cultural Deportiva Durango | Grupo III - Club Deportivo Alcoyano - Club Deportivo Teruel - Unión Balompédica Conquense - Club de Fútbol Peralada - Ontinyent Club de Fútbol | Grupo IV - Fútbol Club Jumilla - Club Deportivo El Ejido 2012 - Club de Fútbol Villanovense - Club Atlético Malagueño - Unión Deportiva Almería "B" |

Campeón de Segunda División B:
| - Club de Fútbol Fuenlabrada |

## Copa del Rey
Según la Asamblea General de la Real Federación Española de Fútbol del 24 de julio de 2018, jugarían Copa del Rey los cinco primeros clasificados de cada grupo, exceptuando a los filiales, y los cuatro siguientes equipos con mejor puntuación en todos los grupos.
En marzo de 2019 el presidente de la Real Federación Española de Fútbol, Luis Rubiales, anunció un cambio en el formato de la competición. Este cambio se aprobó en Asamblea el 29 de abril de 2019 y deberá ser refrendado en la Asamblea ordinaria de junio. De este modo los siete primeros clasificados de cada grupo jugarán la siguiente edición de la Copa del Rey. Las plazas de filiales o equipos dependientes corren al siguiente clasificado.